# Eberbach

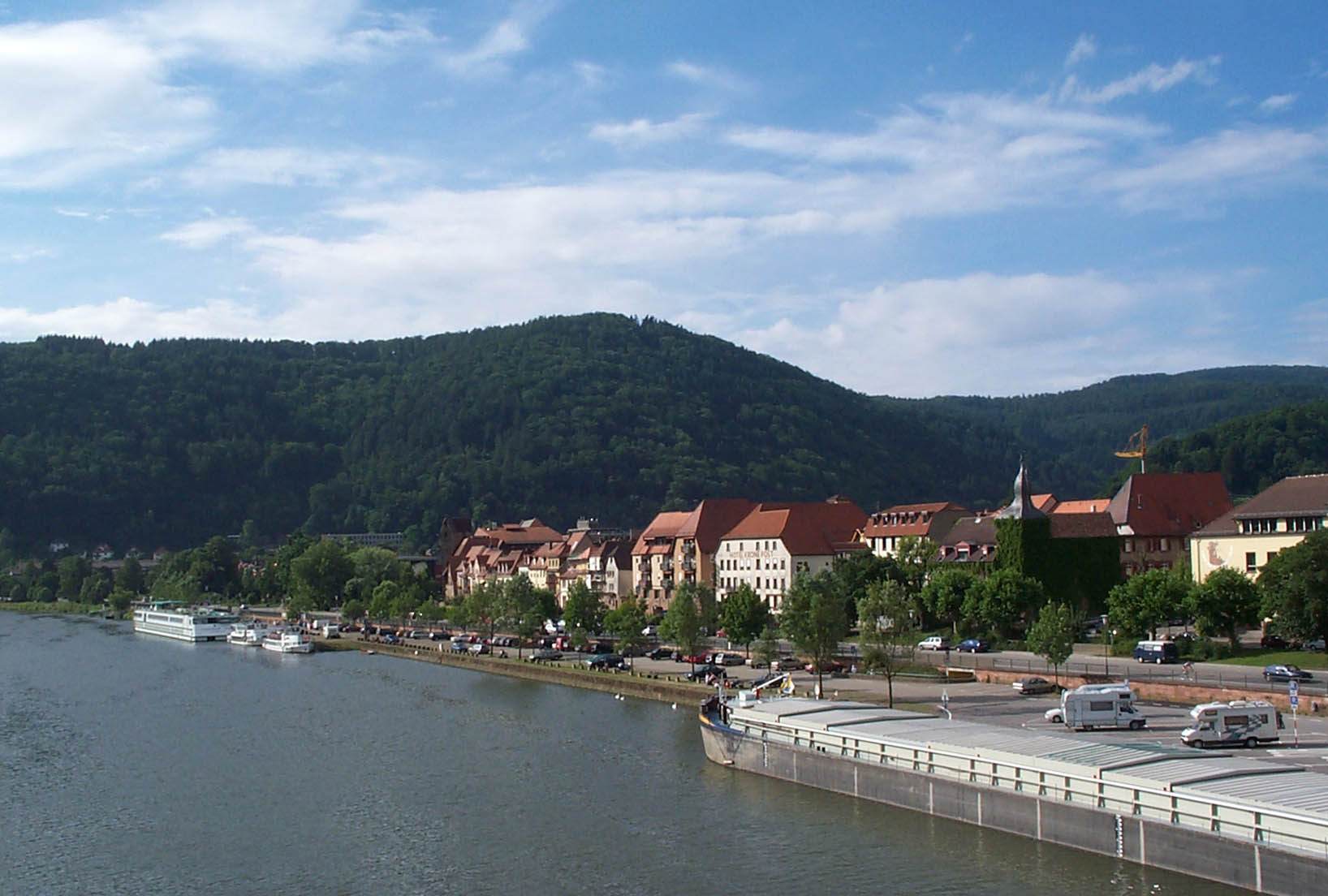
Neckarpartie in Eberbach

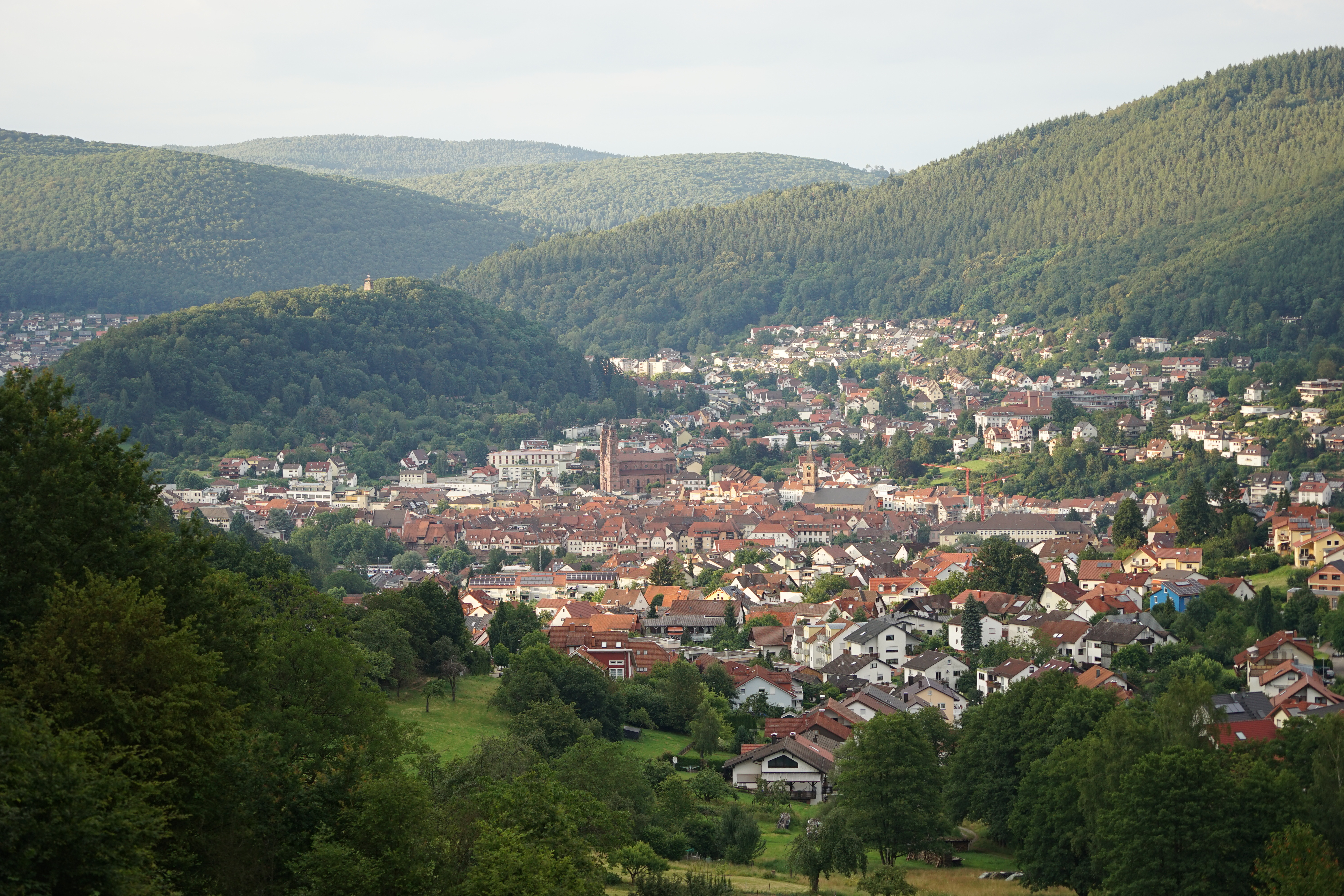
Blick auf Eberbach von der Wimmersbacher Steige

Die Stadt Eberbach liegt im Norden Baden-Württembergs, rund 32 Kilometer östlich von Heidelberg, im Rhein-Neckar-Kreis (Regierungsbezirk Karlsruhe), am Neckar. Sie gehört zur europäischen Metropolregion Rhein-Neckar. Seit 1. Oktober 2022 führt die Stadt den Namenszusatz Stauferstadt.

## Geographie

### Geographische Lage
Eberbach liegt am Neckarknie, wo der Fluss seine Fließrichtung von Nordwest nach Südwest ändert, in einer Aufweitung des Neckartals, am Fuße des Katzenbuckels, der mit 626,8 m höchsten Erhebung des Odenwalds. Es liegt im Naturpark Neckartal-Odenwald und an der Burgenstraße und gehört außerdem zum (UNESCO-)Geo-Naturpark Bergstraße-Odenwald. Im Norden grenzt Eberbach an das Bundesland Hessen. Die direkte Verbindung zum Stadtteil Brombach führt durch Hessen. Der nördlichste Punkt Eberbachs, der Stadtteil Badisch-Schöllenbach, ist nur 2 km von Bayern entfernt. Aufgrund des einst mäandernden Neckars ist die Gemarkung von Eberbach besonders reich an Umlaufbergen. Allein im unmittelbaren Stadtbereich liegen mit dem Ohrsberg und dem Hungerbuckel zwei solche Erhebungen; auf der Gesamtgemarkung befinden sich insgesamt fünf Umlaufberge.

### Stadtgliederung
Zu Eberbach gehören neben der Kernstadt die Stadtteile Neckarwimmersbach, Brombach, Friedrichsdorf, Lindach, Rockenau, Igelsbach, Gaimühle, Unterdielbach, Badisch-Schöllenbach und Pleutersbach.
Die Kernstadt und die meisten der Ortsteile befinden sich rechtsseitig des Neckars. Neckarwimmersbach (früher nur Wimmersbach, zur Unterscheidung von Waldwimmersbach wie dieses umbenannt), Rockenau und Pleutersbach liegen linksseitig im Knie des von Süden nach Westen abknickenden Neckars im sogenannten Kleinen Odenwald. Neckarwimmersbach liegt direkt am Neckarufer gegenüber der Kernstadt. Es ist seit dem Bau der Neckarbrücke 1899 nach Eberbach eingemeindet und mit diesem zusammengewachsen, so dass der ursprünglich auf einer Anhöhe oberhalb des Neckarufers liegende historische Ortskern von Neckarwimmersbach heute praktisch keine Bedeutung mehr hat.
Durch Igelsbach verläuft die Landesgrenze zu Hessen. Daher gehört das nordöstliche „Badisch Igelsbach“ zu Eberbach, die südwestliche Hälfte „Hessisch Igelsbach“ hingegen zum hessischen Hirschhorn. Ähnliche Gegebenheiten finden sich in Schöllenbach, dessen größerer Teil zur hessischen Stadt Oberzent zählt.

## Geschichte

### Bis zum 18. Jahrhundert
Das Adelsgeschlecht der Grafen von Lauffen wird 1196 erwähnt, von denen sich Conradus „comes de Eberbach“ nannte, und deren Gefolgsleute sich im 13. Jahrhundert ebenfalls nach „Eberbach“ nannten. Nachweislich bestand bereits im hohen Mittelalter die Burg Eberbach des Bistums Worms. Die Burg wurde 1227 erstmals erwähnt, als sie Heinrich VII., ein Staufer, zu Lehen erhielt. Auf ihn geht mutmaßlich auch der Ausbau des Ortes zur Stadt zurück. So geht aus dem Reichssteuerverzeichnis von 1241 hervor, dass um diese Zeit eine Stadtmauer in Eberbach gebaut wurde. Dies spricht für den Neuaufbau der Stadt am Neckar, während Eberbach zuvor lediglich ein Weiler unterhalb der Burg gewesen sein muss. 1235 wurde die Burg reichsunmittelbar. Nach 1297 wurde die Burg an verschiedene Pfandherren verpfändet. 1330 wurden Burg und Stadt an die Pfalzgrafen bei Rhein verpfändet, die 1361 noch das Patronatsrecht erhielten und bis zum 16. Jahrhundert den Übergang der Reichsstadt zur Kurpfalz erwirkten. Seit 1360 ist eine Zent in Eberbach nachgewiesen, der Schultheiß der Stadt war der Amtmann der kurpfälzischen Kellerei. Nach 1402 wurde die Burg durch Hans von Hirschhorn geschleift.
Zwischen 1528 und 1555 verlegte die Universität Heidelberg wegen der dort herrschenden Pest einzelne Fakultäten mehrfach nach Eberbach. Als Teil der Kurpfalz wurde Eberbach im 16. Jahrhundert reformiert, im Zuge der Gegenreformation kam es im 17. Jahrhundert dann jedoch zur Glaubensspaltung. Im Dreißigjährigen Krieg wurde die Stadt nur gering beschädigt; jedoch hatte auch hier die Bevölkerung zu leiden und es gab große Armut. Die Bevölkerung fand ihren Erwerb in Holzwirtschaft und -verarbeitung, Fischerei und Schifffahrt.

### 19. Jahrhundert
1803 fiel Eberbach an das Fürstentum Leiningen, seit 1806 gehörte die Stadt zu Baden und war bis 1924 Sitz des Bezirksamtes Eberbach. Es gab ab 1838 ein Postamt, ab 1841 ein Forstamt und ab 1857 ein Amtsgericht, außerdem wurde 1849 die Neckartalstraße gebaut. In den Jahren von 1845 bis 1855 hatte Eberbach unter der in ganz Europa vorherrschenden Agrarkrise zu leiden. Erst in der zweiten Hälfte des 19. Jahrhunderts stellte sich im Neckartal eine Phase der wirtschaftlichen Prosperität ein, die in Eberbach außer durch die Gewerbefreiheit ab 1862 und die Eingliederung in die Strukturen des Deutschen Reiches insbesondere auch durch die 1879 eröffnete Neckartalbahn und die um dieselbe Zeit aufgenommene Kettenschlepperei auf dem Neckar begünstigt wurde.

1891 öffnete die „erste staatlich anerkannte, unter staatlicher Mitwirkung errichtete und unter staatlicher Aufsicht stehende Anstalt für Bienenzucht in Deutschland“ ihre Pforten in Eberbach unter der Leitung von Johann Martin Roth. Eberbach hätte zum deutschen Bienenzentrum werden können, jedoch scheiterten Verhandlungen mit der Stadt, ein Grundstück für den Neubau einer Imkerschule zu einem angemessenen Preis zu erhalten. 

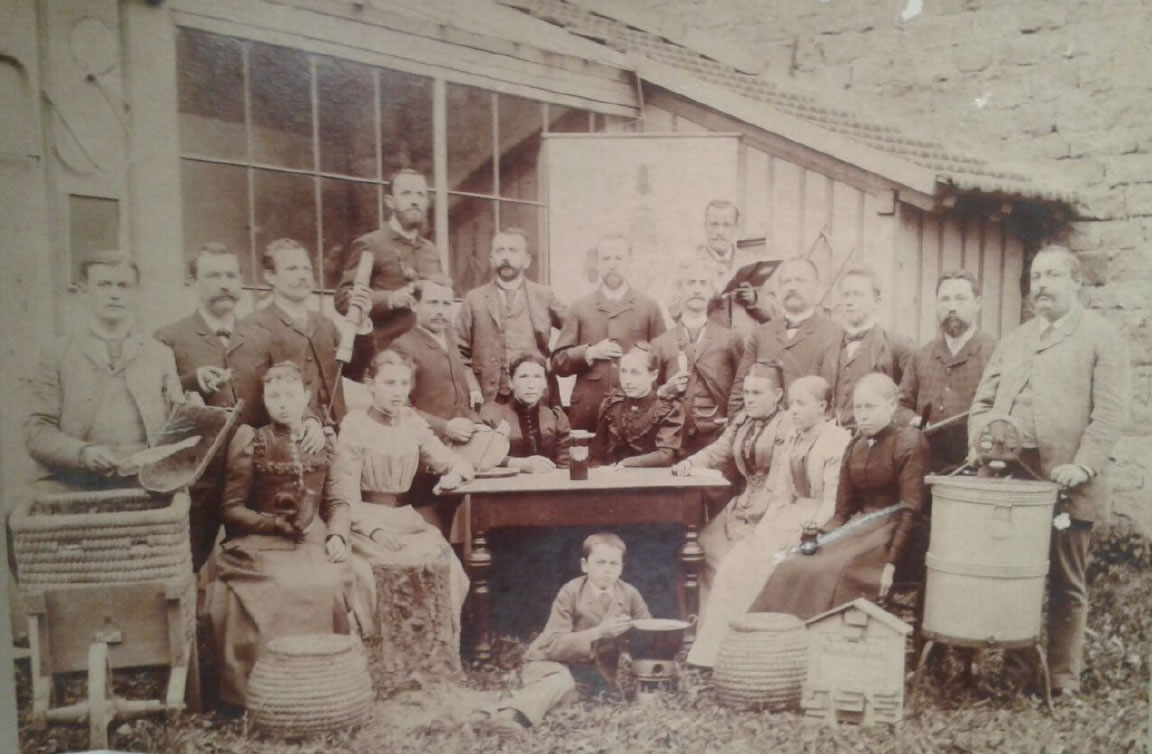
J. M. Roth (Bildmitte, 7. v. l.), Imkerkurs Badische Imkerschule Eberbach 1893

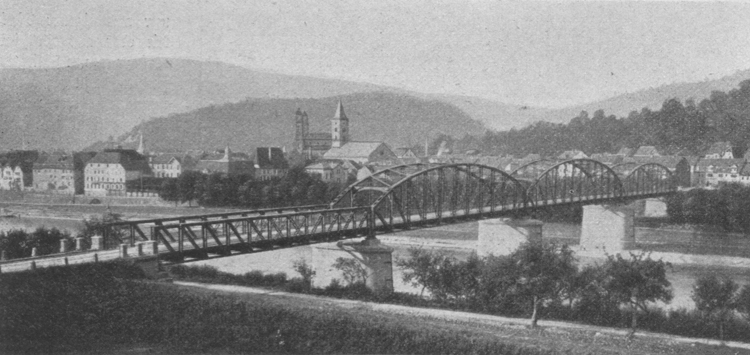
Neckarbrücke 1902

Im späten 19. Jahrhundert wandelte sich die örtliche Erwerbsstruktur. Beginnend mit einer Zigarrenfabrik, später auch mit zwei Rosshaarspinnereien, einem Hammerwerk, Drahtwaren- und Maschinenfabriken nahm die Industrie im örtlichen Erwerbsleben allmählich einen festen Platz ein. 1895 gab es zwar nur sieben Fabriken, doch boten diese am einzigen Industriestandort unter den umliegenden Orten bereits so viele Arbeitsplätze, dass um 1900 etwa 100 Einpendler gezählt wurden. Zur Blüte kam die Industrie in Eberbach nach dem Ersten Weltkrieg, als sich industrielle Großbetriebe im Itter- und Gammelsbachtal ansiedelten. Die Eberbacher Neckarbrücke wurde im Jahr 1900 vollendet. Die Stadt wuchs von 2400 Einwohnern im Jahr 1800 auf 6000 um das Jahr 1900 an. 1899 wurde Neckarwimmersbach eingemeindet, 1925 der badische Teil von Igelsbach.

### 20. Jahrhundert
Im Rahmen der Neckarkanalisation erfolgten um 1930 der Bau einer Staustufe und die Anlage eines Stückguthafens. 1935 konnte nach Vollendung von elf Staustufen zwischen Mannheim und Heilbronn der Schiffsverkehr auf dem Neckar aufgenommen werden.
Die Nationalsozialisten bezeichneten Eberbach als Hochburg der Bewegung im Odenwald, jedoch kam es auch schon früh zu Akten des Widerstands: Der Sozialdemokrat Adolf Knecht versuchte zu Beginn der NS-Zeit, die Hakenkreuzfahne vom Rathaus zu entfernen und wurde dabei von SA-Männern angeschossen und zusammengeschlagen, sodass er zwei Tage später in einer Heidelberger Klinik verstarb. Die Eberbacher Bürgerschaft ehrte Knecht nach dem Krieg mit einem Straßennamen.
Die Jüdische Gemeinde Eberbach, die im Laufe des 19. Jahrhunderts bis um 1900 zu einer Gemeindegröße von 138 Personen angewachsen war, war im Zuge der Weltwirtschaftskrise der 1920er Jahre durch Abwanderung in die Städte bis 1933 auf eine Gemeindegröße von nur noch 38 Personen geschrumpft, von denen in den Folgejahren noch mehreren Personen die Auswanderung gelang. Beim Novemberpogrom 1938 wurde die örtliche Synagoge an der Einmündung Adolf-Knecht-Straße/Brückenstraße zerstört, woran ein am Jahrestag der Pogromnacht am 9. November 1979 enthüllter Gedenkstein erinnert, der – nach vorübergehender Lagerung in einer städtischen Einrichtung – 2013 wieder genau an der Stelle der ehemaligen Synagoge aufgestellt wurde. Im Rahmen einer teilweisen Sanierung des Stadtquartiers, in dem sich die Synagoge befand, wurde abseits des ehemaligen Standplatzes des jüdischen Gotteshauses ein freies Gelände mit Synagogenplatz benannt; auf ihm wurde zum 75. Jahrestag der Pogromnacht am 9. November 2013 ein weiteres Mahnmal aufgestellt, das an Leben und Schicksal der Eberbacher Juden erinnert. Das Denkmal wurde unter Einbeziehung von Schülern des örtlichen Hohenstaufen-Gymnasiums inhaltlich gestaltet. Von den letzten 17 in Eberbach lebenden Juden wurden 16 im Oktober 1940 während der „Wagner-Bürckel-Aktion“ ins KZ Gurs deportiert; eine Jüdin war mit einem sogenannten „Arier“ verheiratet und entging dadurch der Maßnahme. Bis auf drei Personen fanden alle Verschleppten entweder noch in Gurs oder später in Vernichtungslagern im Osten den Tod. Im Zweiten Weltkrieg wurden Teile der Altstadt durch amerikanische Fliegerbomben zerstört und die Neckarbrücke einen Tag vor der Einnahme der Stadt durch US-Truppen von Angehörigen der Waffen-SS gesprengt. Durch Luftangriffe wurde Eberbach, das 1939 7.296 Einwohner zählte, zu 6 % zerstört, wobei 26 Menschen ums Leben kamen.
Die Eberbacher Brücke war als erste Neckarbrücke im Mai 1946 bereits wiederaufgebaut. Generell gab es in Eberbach in der Nachkriegszeit aufgrund des vorherrschenden Wohnungsmangels eine rege Bautätigkeit. Die Stadt dämmte das zeitweise planlose Siedlungswachstum 1954/55 mit einem umfangreichen Generalbebauungsplan ein, der noch bis in die 1970er Jahre Bestand hatte. 1966 hatte sich der Wohnungsbestand gegenüber dem Vorkriegsstand verdoppelt. Gleichzeitig war Eberbach während der Wirtschaftswunderjahre auch von einem wirtschaftlichen Umbruch geprägt. Während die zuvor vorherrschende Industrie auf der Basis natürlicher Rohstoffe einen nahezu völligen Niedergang erlebte, siedelten sich bis 1960 mehrere elektrotechnische, metallverarbeitende und chemisch-pharmazeutische Betriebe an. Ebenso erhöhte sich im 1961 durch die Neckaruferstraße künftig vom Verkehr entlasteten Innenstadtbereich zunächst die Anzahl von Einzelhandelsunternehmen, bevor eine großflächige Umgestaltung der Innenstadt in den 1960er Jahren insbesondere Dienstleistungsbetriebe anzog.

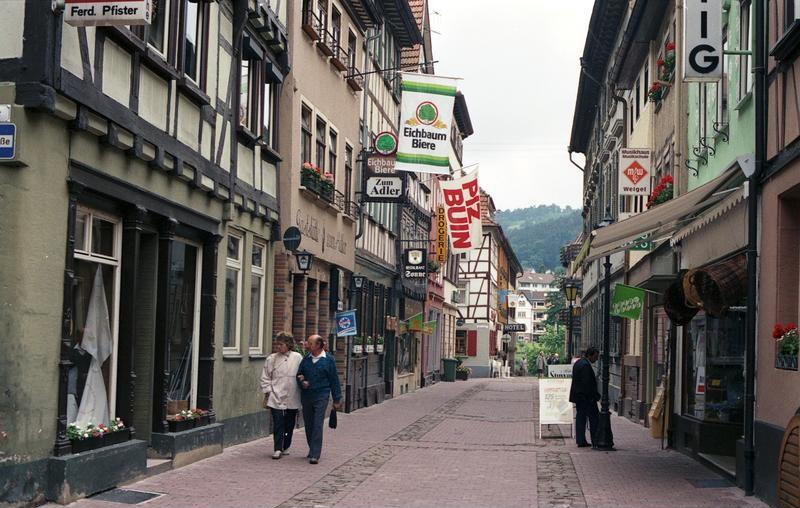
Altstadt 1988

Die Modernisierung der Innenstadt stand auch in Zusammenhang mit Plänen, in Eberbach mit den wiederentdeckten Heilquellen den – zwischenzeitlich wieder eingestellten – Kurbetrieb aufzunehmen. Jedoch fielen viele Sanierungsbestrebungen insbesondere der frühen 1970er Jahre, darunter der Abriss mehrerer historisch bedeutsamer Gebäude, rückblickend eher ungünstig aus, so dass der Altstadtkern ab 1977 erneut in ein Altstadtsanierungsprogramm des Landes Baden-Württemberg aufgenommen wurde, bei dem es auch Missgriffe der Vorjahre zu beseitigen galt. Ab 1983 wurden Teile der Innenstadt zur Fußgängerzone ausgewiesen.

### Einwohnerentwicklung
Am 3. Dezember 1859 zählte die Badische Volkszählung 4017 Einwohner, davon 3110 „Protestanten“ 875 „Katholiken“, 3 „Dissidenten“ und 29 „Israeliten“, in 392 Familien. Die „Vermehrung“ seit der letzten Volkszählung 1855 betrug damit 75.

### Eingemeindungen
Neckarwimmersbach wurde im Jahr 1899 eingemeindet. Der badische Teil der Gemeinde Igelsbach kam im Jahr 1925 hinzu (Badisch-Igelsbach).
Am 1. Januar 1973 wurden Lindach und Friedrichsdorf eingemeindet, am 31. Dezember 1973 Pleutersbach. Brombach und Rockenau folgten am 1. Januar 1975. Die Teilorte teilen überwiegend die Geschichte der Stadt, waren also bereits im Mittelalter erwähnt, ab dem 14. Jahrhundert kurpfälzisch und nach 1803 badisch, im Falle der größeren Dörfer als selbstständige Gemeinden.

## Politik

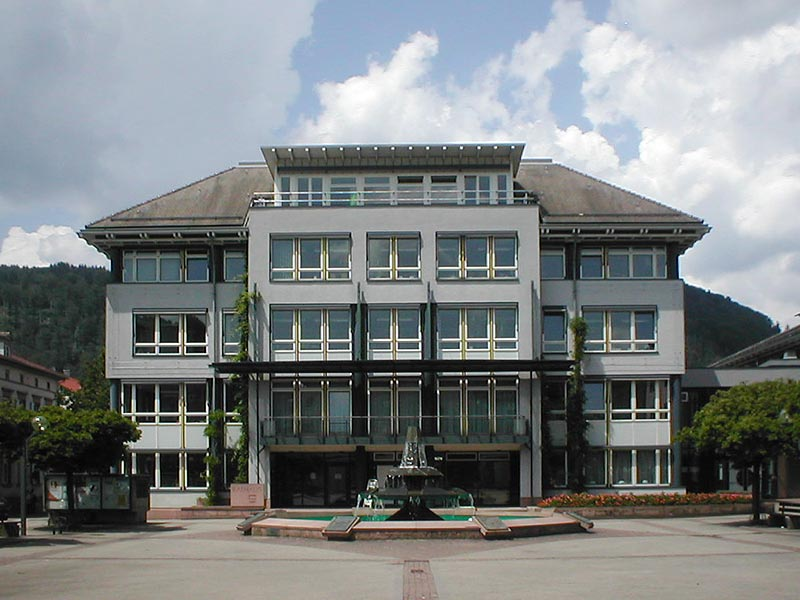
Rathaus in Eberbach

### Gemeinderat
Der Gemeinderat in Eberbach besteht aus den 22 gewählten ehrenamtlichen Gemeinderäten und dem Bürgermeister als Vorsitzendem. Der Bürgermeister ist im Gemeinderat stimmberechtigt.
Die Kommunalwahl am 9. Juni 2024 führte zu folgendem Ergebnis:
| Parteien und Wählergemeinschaften | Parteien und Wählergemeinschaften           | % 2024  | Sitze 2024 | % 2019 | Sitze 2019 | Kommunalwahl 2024 %403020100 32,22 % (+2,42 %p)26,41 % (+0,01 %p)25,18 % (−0,12 %p)16,19 % (−2,31 %p) FWSPDCDUGrüne20192024 |
| FW                                | Freie Wähler                                | 32,22   | 7          | 29,8   | 6          | Kommunalwahl 2024 %403020100 32,22 % (+2,42 %p)26,41 % (+0,01 %p)25,18 % (−0,12 %p)16,19 % (−2,31 %p) FWSPDCDUGrüne20192024 |
| SPD                               | Sozialdemokratische Partei Deutschlands     | 26,41   | 6          | 26,4   | 6          | Kommunalwahl 2024 %403020100 32,22 % (+2,42 %p)26,41 % (+0,01 %p)25,18 % (−0,12 %p)16,19 % (−2,31 %p) FWSPDCDUGrüne20192024 |
| CDU                               | Christlich Demokratische Union Deutschlands | 25,18   | 5          | 25,3   | 6          | Kommunalwahl 2024 %403020100 32,22 % (+2,42 %p)26,41 % (+0,01 %p)25,18 % (−0,12 %p)16,19 % (−2,31 %p) FWSPDCDUGrüne20192024 |
| AGL                               | Allgemeine Grüne Liste                      | 16,19   | 4          | 18,5   | 4          | Kommunalwahl 2024 %403020100 32,22 % (+2,42 %p)26,41 % (+0,01 %p)25,18 % (−0,12 %p)16,19 % (−2,31 %p) FWSPDCDUGrüne20192024 |
| gesamt                            | gesamt                                      | 100,0   | 22         | 100,0  | 22         | Kommunalwahl 2024 %403020100 32,22 % (+2,42 %p)26,41 % (+0,01 %p)25,18 % (−0,12 %p)16,19 % (−2,31 %p) FWSPDCDUGrüne20192024 |
| Wahlbeteiligung                   | Wahlbeteiligung                             | 59,75 % | 59,75 %    | 57,5 % | 57,5 %     | Kommunalwahl 2024 %403020100 32,22 % (+2,42 %p)26,41 % (+0,01 %p)25,18 % (−0,12 %p)16,19 % (−2,31 %p) FWSPDCDUGrüne20192024 |

### Bürgermeister
Der Bürgermeister wird direkt für acht Jahre gewählt. Seit 1. Januar 2013 amtiert der parteilose Peter Reichert. Bei der Bürgermeisterwahl am 21. Oktober 2012 wurde Reichert im ersten Wahlgang mit der absoluten Mehrheit von 64,2 % gewählt.
- 1849–1874: Johann Christian Bussemer
- 1874–1892: Daniel Heinrich Knecht
- 1892–1893: Wilhelm Heis
- 1893–1927: John Gustav Weiss
- 1927–1931: Karl Frank
- 1931–1934: Friedrich Wenz
- 1934–0000: Carl Engelhardt
- 1935–1945: Hermann Schmeißer (NSDAP)
- 1945–1946: Siegfried Krampe, Anton Haas, Leopold Ostertag
- 1946–1954: Curt Nenninger (SPD)
- 1954–1972: Hermann Schmeißer
- 1973–1996: Horst Schlesinger
- 1997–2012: Bernhard Martin (CDU)
- 2013–0000: Peter Reichert

### Wappen
Die Blasonierung des Wappens lautet: In Silber (Weiß) auf erniedrigtem blauen Wellenbalken ein nach rechts schreitender schwarzer Wildschwein-Eber (Keiler).
Die Flagge ist blau/weiß (blau/silbern). Als Reichsstadt dürfte Eberbach ursprünglich den Reichsadler im Wappen geführt haben. Der Reichsadler befand sich an der Stadtmauer am oberen Tor. Ein Foto, 1909 aufgenommen, ist ebenso wie der Wappenstein, der heute im Stadtmuseum zu sehen ist, erhalten. Das jetzige redende Wappen ist als Siegelabdruck seit 1387 nachzuweisen. Allerdings unterscheidet sich das Aussehen des Ebers sehr deutlich von der heutigen Form, die 1976 angenommen wurde.

### Städtepartnerschaften
Mit Thonon-les-Bains (Genfersee, Frankreich) und Ephrata (Lancaster County, Pennsylvania, USA) werden Partnerschaften gepflegt.

## Kultur und Sehenswürdigkeiten

### Bauwerke

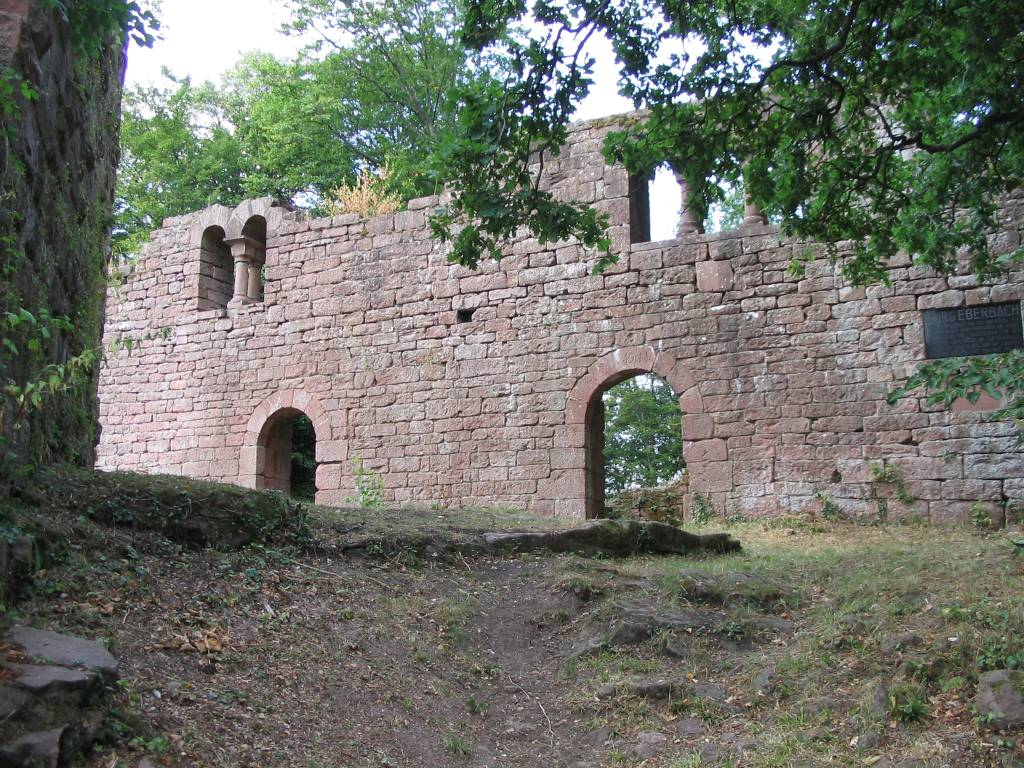
Ruine der Burg Eberbach

Eberbach liegt an der Burgenstraße, die von Mannheim bis nach Prag führt und in diesem Abschnitt des Neckartals besonders reich an Burgen und Sehenswürdigkeiten ist.
Die Burgruine Eberbach oberhalb der Stadt auf einem der Hügel des Odenwaldes war eine bedeutende mittelalterliche Burg, die bereits 1403 zerstört und erst zu Beginn des 20. Jahrhunderts wieder freigelegt wurde. Die große Anlage bestand aus drei räumlich abgeschlossenen einzelnen Burgen, von denen noch imposante Mauerreste künden. Auf dem von der Bebauung der Stadt inzwischen umschlossenen Ohrsberg lag zudem die Burg Ohrsberg, eine bislang wenig erforschte alte Höhenburg, von der nur Gräben um das Bergplateau und sehr wenige Mauerreste erhalten sind. In einem Wald oberhalb von Eberbach befindet sich außerdem die Ruine der erst 1828 als Jagdhaus erbauten Emichsburg.
Die historische Altstadt, die heute größtenteils Fußgängerzone ist, weist vier gut erhaltene Türme der mittelalterlichen Stadtbefestigung auf: Der Pulverturm wurde im 15. Jahrhundert als zweiflügeliger Eckturm auf die ältere Eckbefestigung der mittelalterlichen Stadtmauer aus dem 13. Jahrhundert aufgesetzt und bildet deren nordwestliches Ende. Die Turmuhr des Turms wurde 1766 vom Eberbacher Uhrmacher Jakob Braun gebaut. Der Blaue Hut aus dem 14. Jahrhundert mit seinem markanten, blau schimmernden Schieferdach markiert das südwestliche Ende der Altstadt. Das Erdgeschoss des aus dem 14. Jahrhundert stammenden Haspelturms am Lindenplatz war zeitweilig das Stadtverlies und konnte nur vom Obergeschoss aus mittels einer Seilwinde (Haspel) erreicht werden. Der Rosenturm ist der älteste und der einzige runde Turm der Stadt. Das Gebäude mit seinen 2 Meter dicken Mauern stammt vermutlich aus dem 13. Jahrhundert vom Beginn der Stadtbefestigung und hieß ursprünglich Roßbrunner Turm. Außerdem sind Reste der Stadtmauer und das spätromanische Bettendorfsche Tor erhalten.

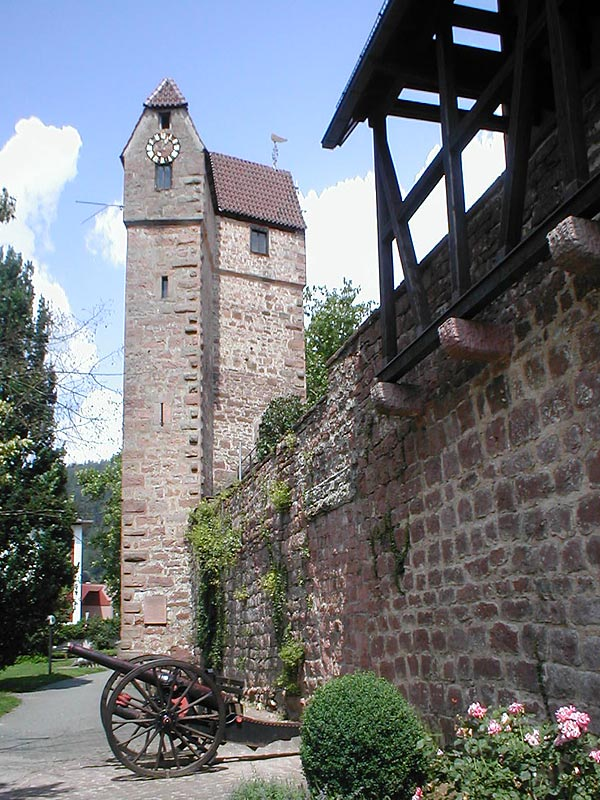
Pulverturm
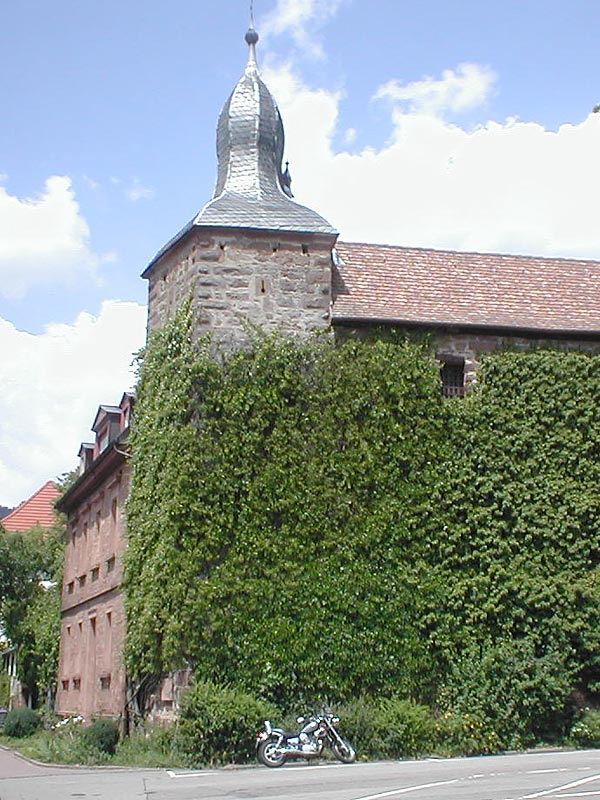
Blauer Hut
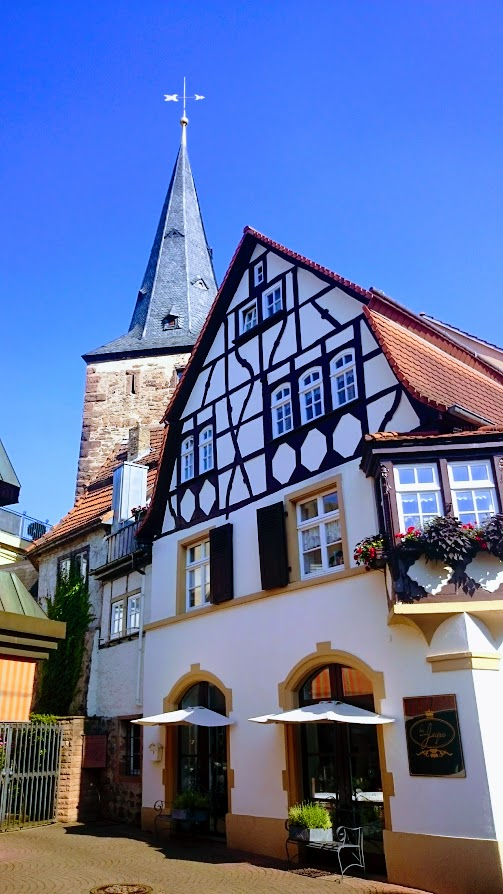
Haspelturm und Spohrsches Haus
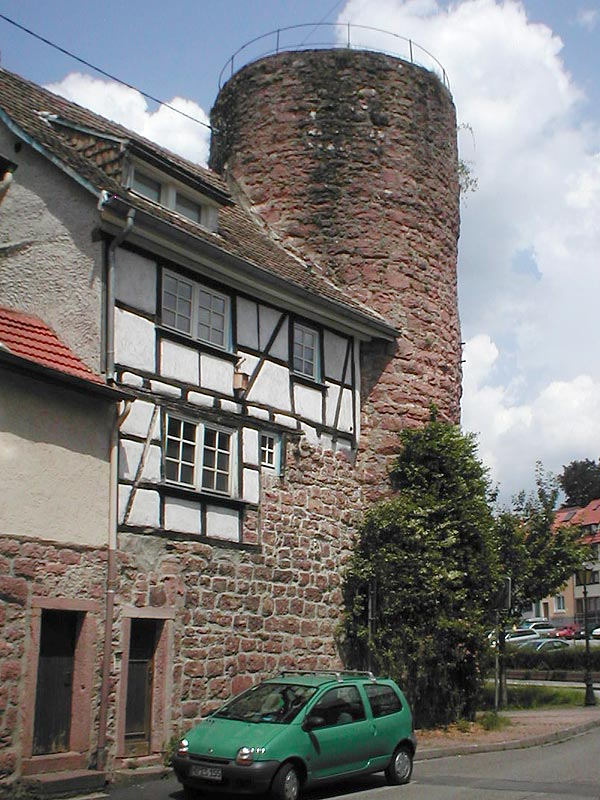
Rosenturm

Das Alte Rathaus von 1823 am Marktplatz zählt zu den gelungensten Werken des kraftvollen Weinbrenner-Stils (dem Klassizismus in Baden). Als Baumeister bewährte sich Johann Thierry, einer der talentiertesten Schüler von Friedrich Weinbrenner. Das Gebäude, das am historischen Alten Markt liegt, beherbergt heute ein Museum und war bereits das dritte Rathausgebäude an dieser Stelle. Das erste Rathaus wurde 1480 abgebrochen, ihm folgte ein Nachfolgebau, der bis 1814 Bestand hatte und aufgrund von Baufälligkeit dem jetzigen Gebäude wich. Das Ensemble am Marktplatz wird durch weitere historische Gebäude ergänzt. Das historische „Hotel Karpfen“ zeigt auf seiner dem Markt zugewandten Fassade in Sgraffito-Technik ausgeführte Szenen und Personen der Stadtgeschichte. Weitere Sgraffiti mit alten regionaltypischen Berufen sind am Gasthaus „Krabbenstein“ zu sehen.
Das älteste Steingebäude ist das Thalheimsche Haus beim Pulverturm, einst Sitz der kurpfälzischen Kellerei Eberbach, im frühen 19. Jahrhundert Leiningensches Jagdschloss, danach Amtsgericht und von 1965 bis 1991 Rathaus, heute Informationszentrum des Naturpark Neckartal-Odenwald.
Die evangelische Michaelskirche von 1836 wurde an Stelle einer spätestens seit dem 15. Jahrhundert bestehenden Marienkapelle errichtet. Die katholische Pfarrkirche St. Johannes Nepomuk wurde von Ludwig Maier von 1884 bis 1887 als dreischiffiger Bau mit zwei Türmen im Stil der italienischen Renaissance erbaut. Im Jahr 2005 wurde der Neubau der Neuapostolischen Kirche fertiggestellt. Der moderne Bau des renommierten Stuttgarter Architekten Helmut Dasch ist im Stil der gegenwartlichen Moderne erbaut.

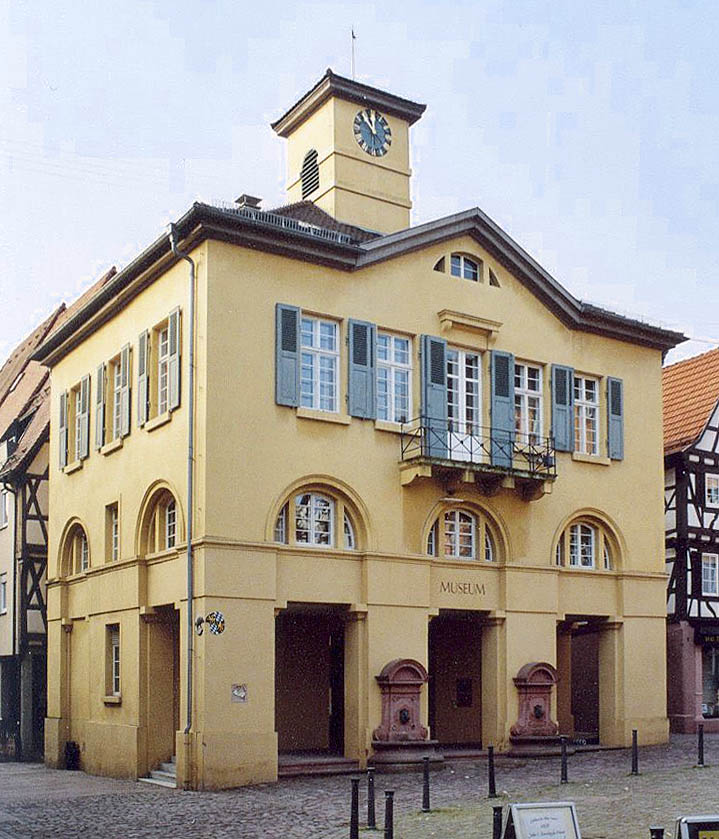
Altes Rathaus im Weinbrenner-Stil
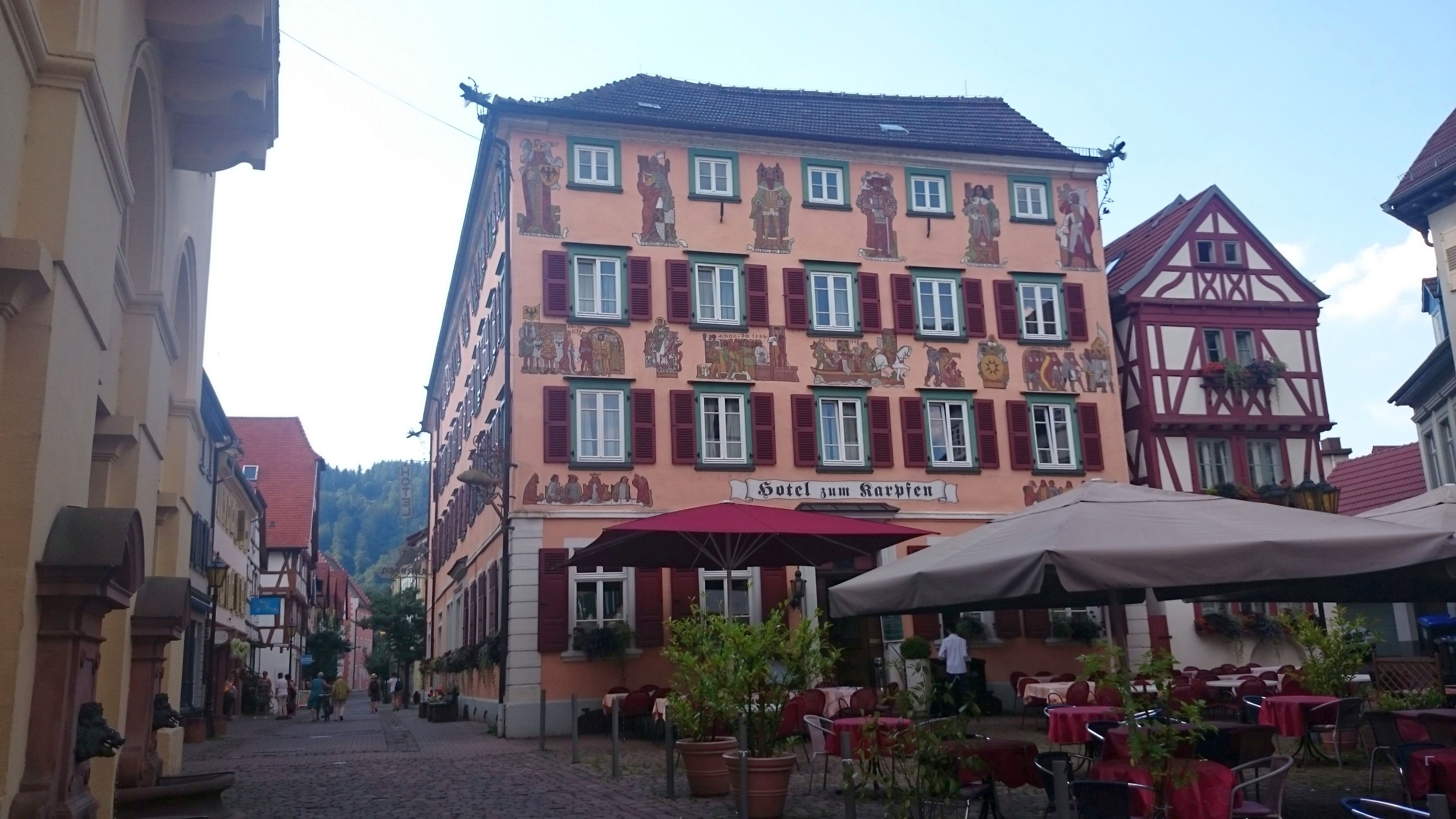
Hotel Karpfen
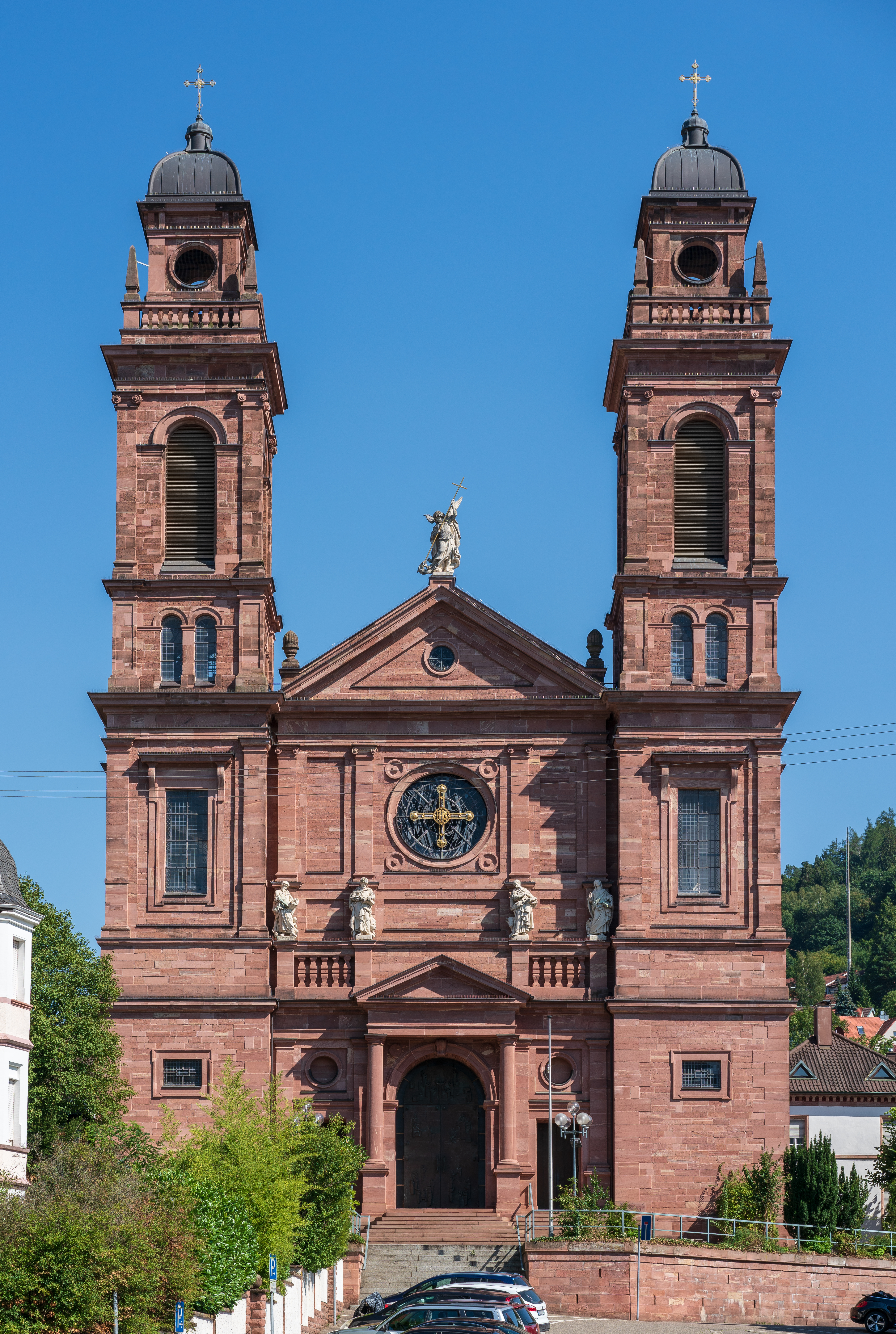
Römisch-katholische Kirche St. Johannes Nepomuk
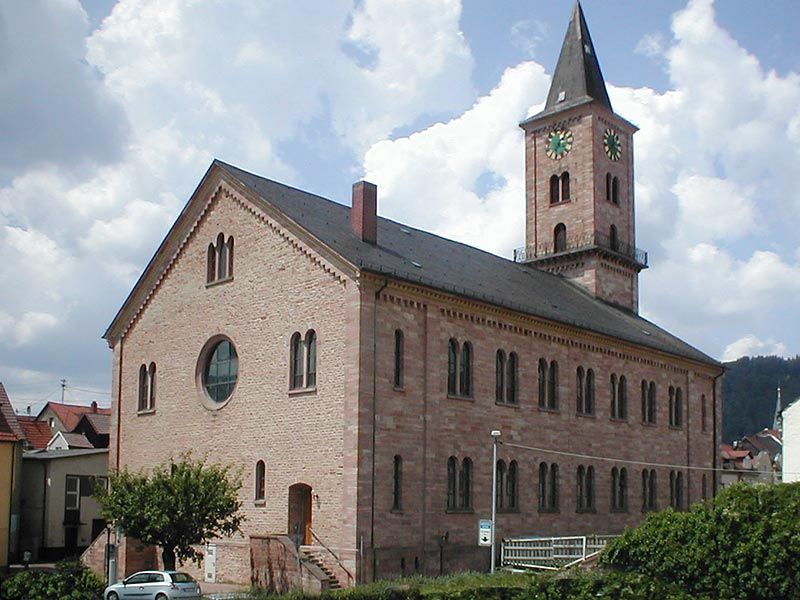
Evangelische Michaelskirche

Die Stadt ist reich an historischen Fachwerkhäusern. Die schmuckvollsten sind die beim aus dem frühen 16. Jahrhundert stammenden Eberbacher Hof (früheres kaiserliches Stadtschloss), nämlich das Bettendorfsche Haus mit Bettendorfschem Tor und das gegenüber liegende Weckersche Haus (auch Kaserne genannt). Das Alte Badhaus geht auf eine mittelalterliche Badstube mit Kreuzgewölbe zurück, das benachbarte Spohrsche Haus beim Haspelturm weist einen schmucken Erker auf.

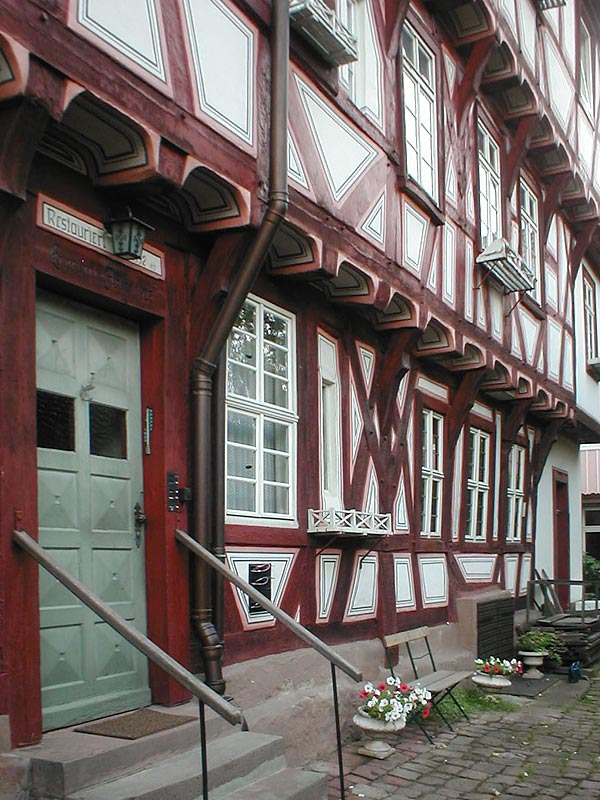
Bettendorfsches Haus
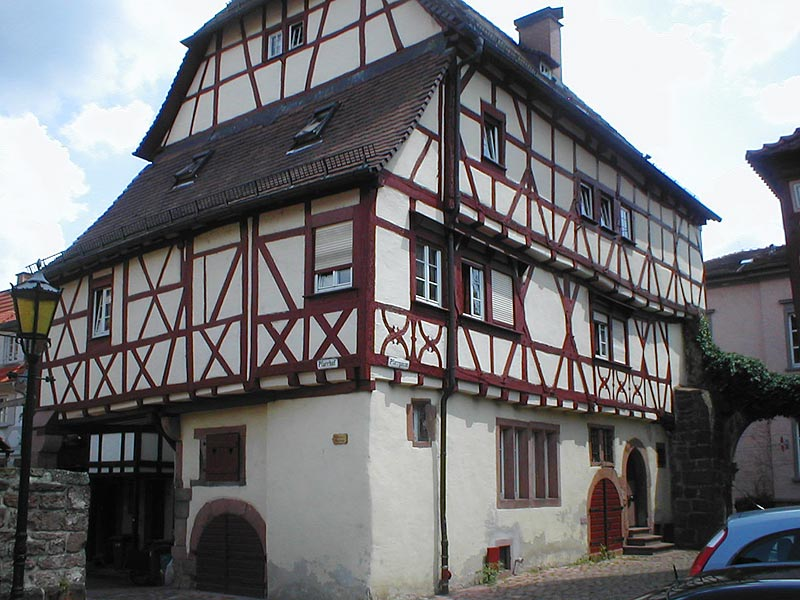
Weckersches Haus (Kaserne)
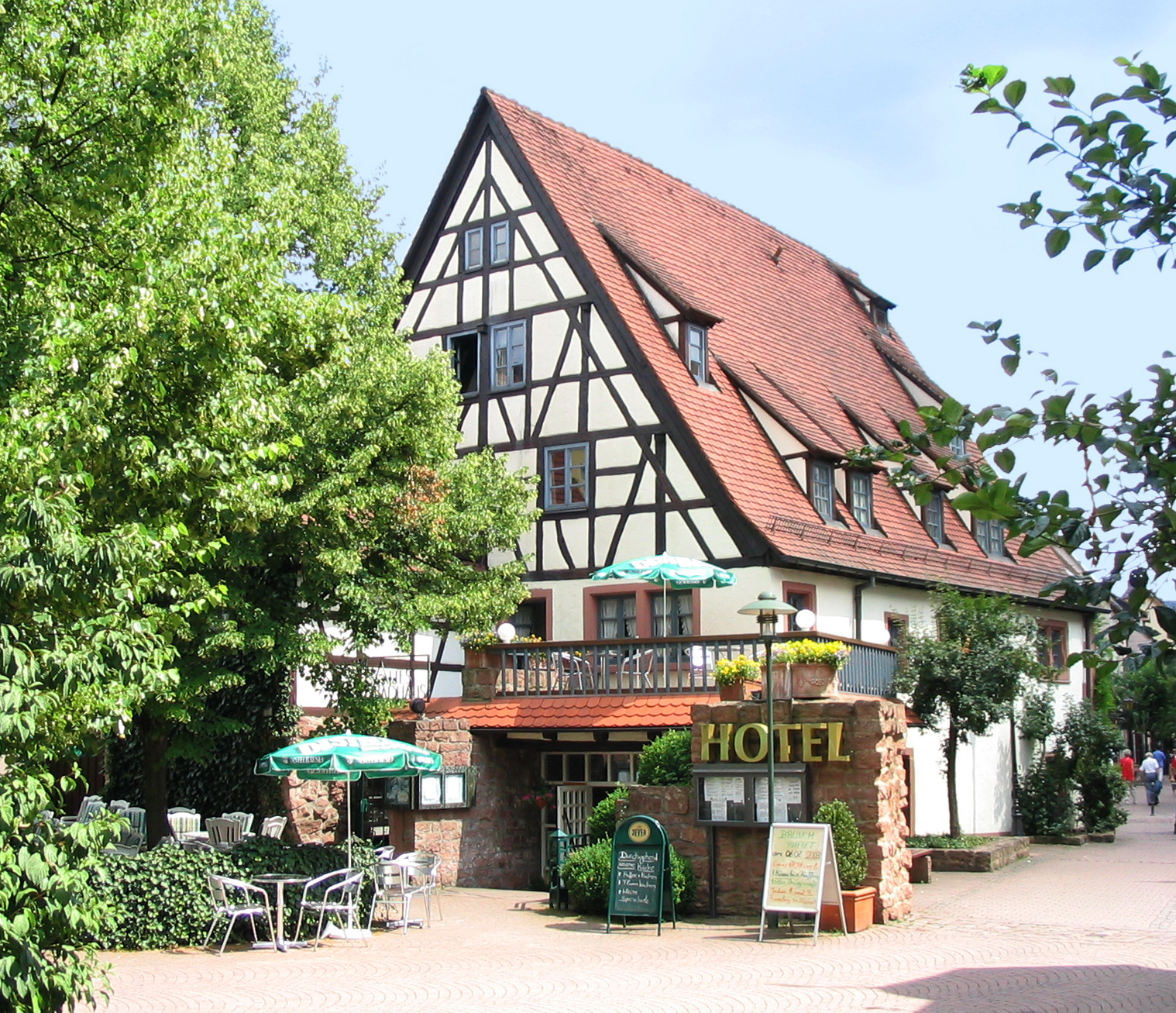
Altes Badhaus
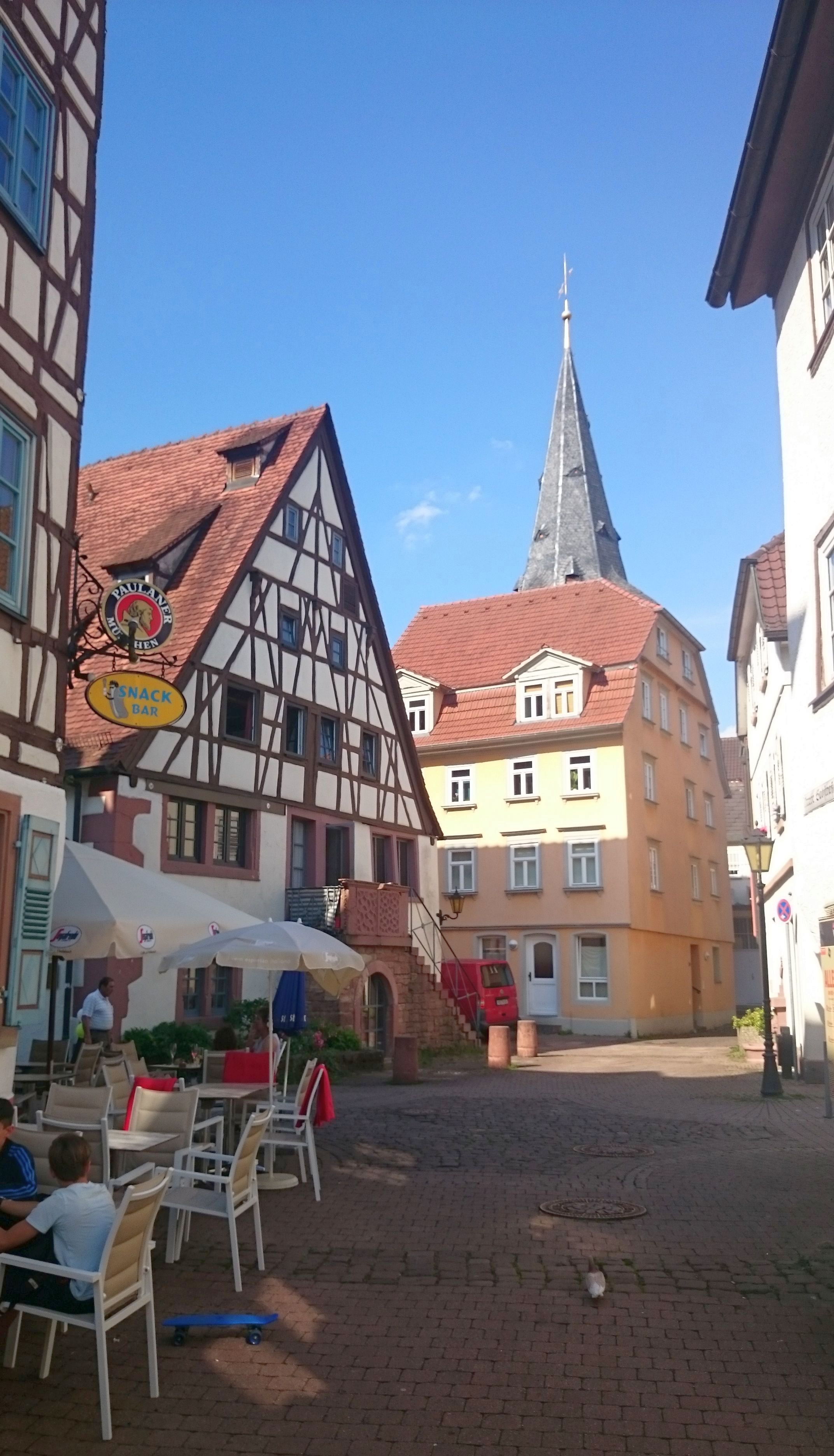
Historische Fachwerkgebäude

Im gesamten Ort befinden sich zahlreiche historische und moderne Brunnen, darunter ein Wappenbrunnen, mit den Wappen aller Stadtteile, vor dem neuen Rathaus sowie der Kurpfalzbrunnen und der Neckarfischerbrunnen beim Thalheimschen Haus. Beim Rathaus befindet sich auch ein imposantes historisches Denkmal für die Kriegsteilnehmer 1870/71. Längs der Neckarpromenade befinden sich verschiedene weitere Denkmäler, u. a. eine Erinnerungstafel an den von Eberbach ausgewanderten amerikanischen Kloster-Gründer Conrad Beissel, ein Treidler-Denkmal, das darstellt, wie früher die Neckarschiffe mit Menschenkraft flussaufwärts gezogen worden sind, die Reifschneider-Skulptur zum Gedächtnis des früher hier verbreiteten Berufes, die Skulptur einer Rindenklopferin, Frauen die früher Holzrinden zum Gerben von Leder bearbeitet haben, ein Steinhauer-Denkmal, das Bezug zu einem Beruf hat, der jahrhundertelang in Dutzenden Eberbacher Buntsandsteinbrüchen ausgeübt wurde, und (beim Fischerbrunnen im Hof des Thalheimschen Hauses) ein aus dem Neckar geborgener Sandstein, der Spuren der historischen Ketten-Schleppschifffahrt aufweist.
Die Itterbrücke an der Friedrichsdorfer Landstraße (L 2311), unterhalb des Schweizer Wehrs, gilt als die älteste Steinbrücke in Baden und trägt die Jahreszahl 1491. Im Laufe der Zeit wurde sie mehrfach verändert. Bis zum Bau der neuen Straßenbrücke im Jahr 1981 führte der gesamte Verkehr über das historische Bauwerk. Umfangreiche Restaurationsarbeiten der Stadt Eberbach setzten sie 1982 in ihren (nahezu) ursprünglichen Zustand zurück.

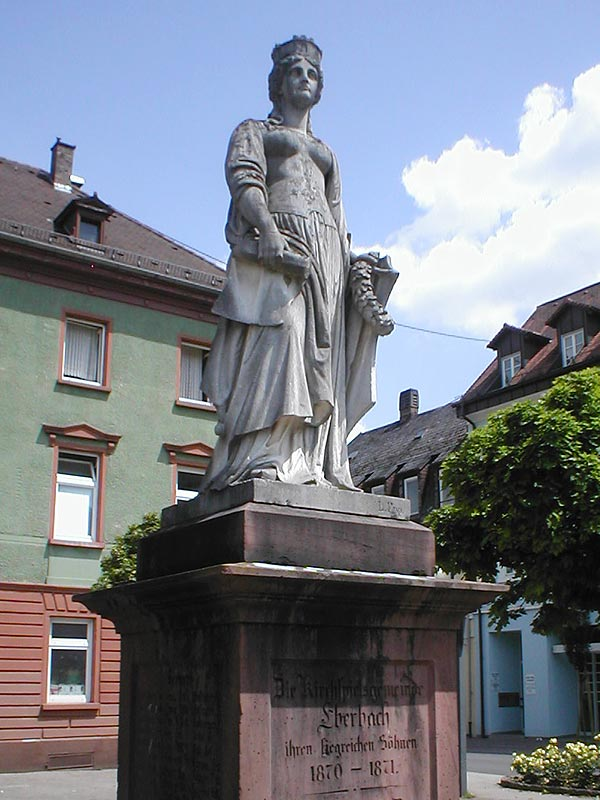
Kriegerdenkmal
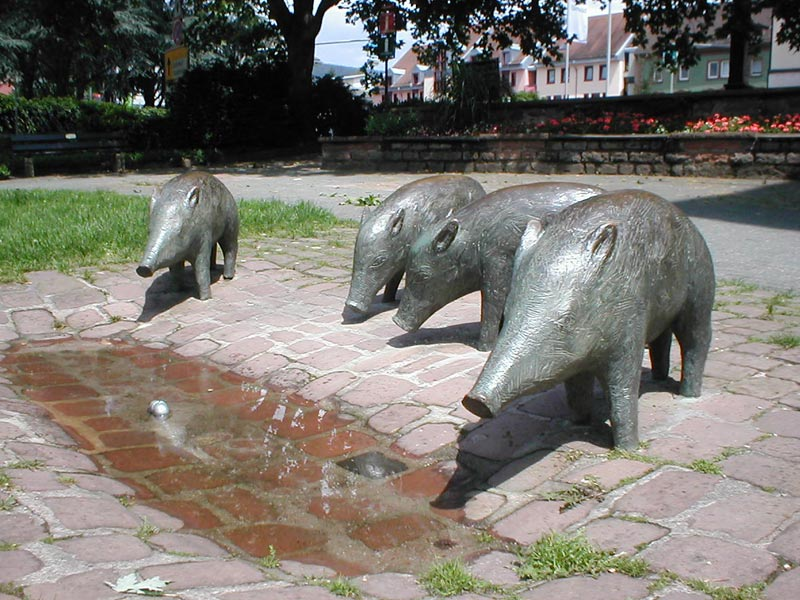
Brunnen
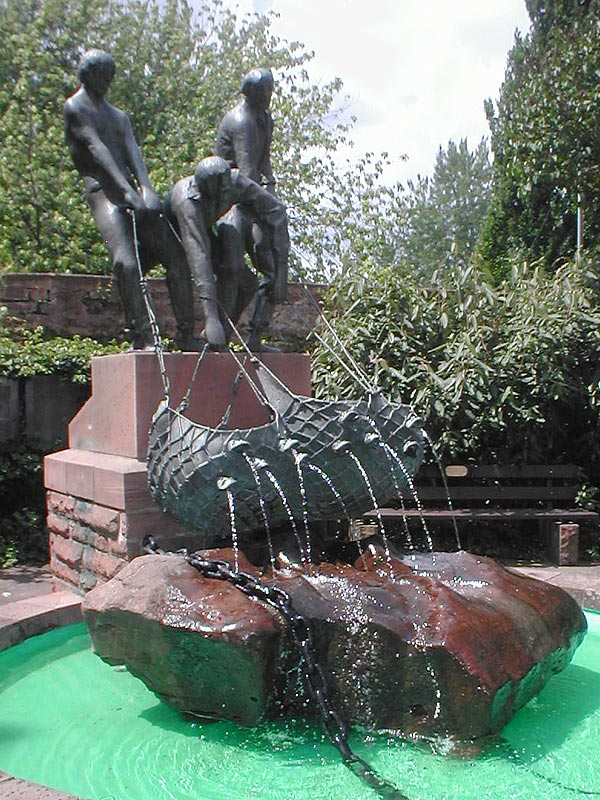
Fischerbrunnen
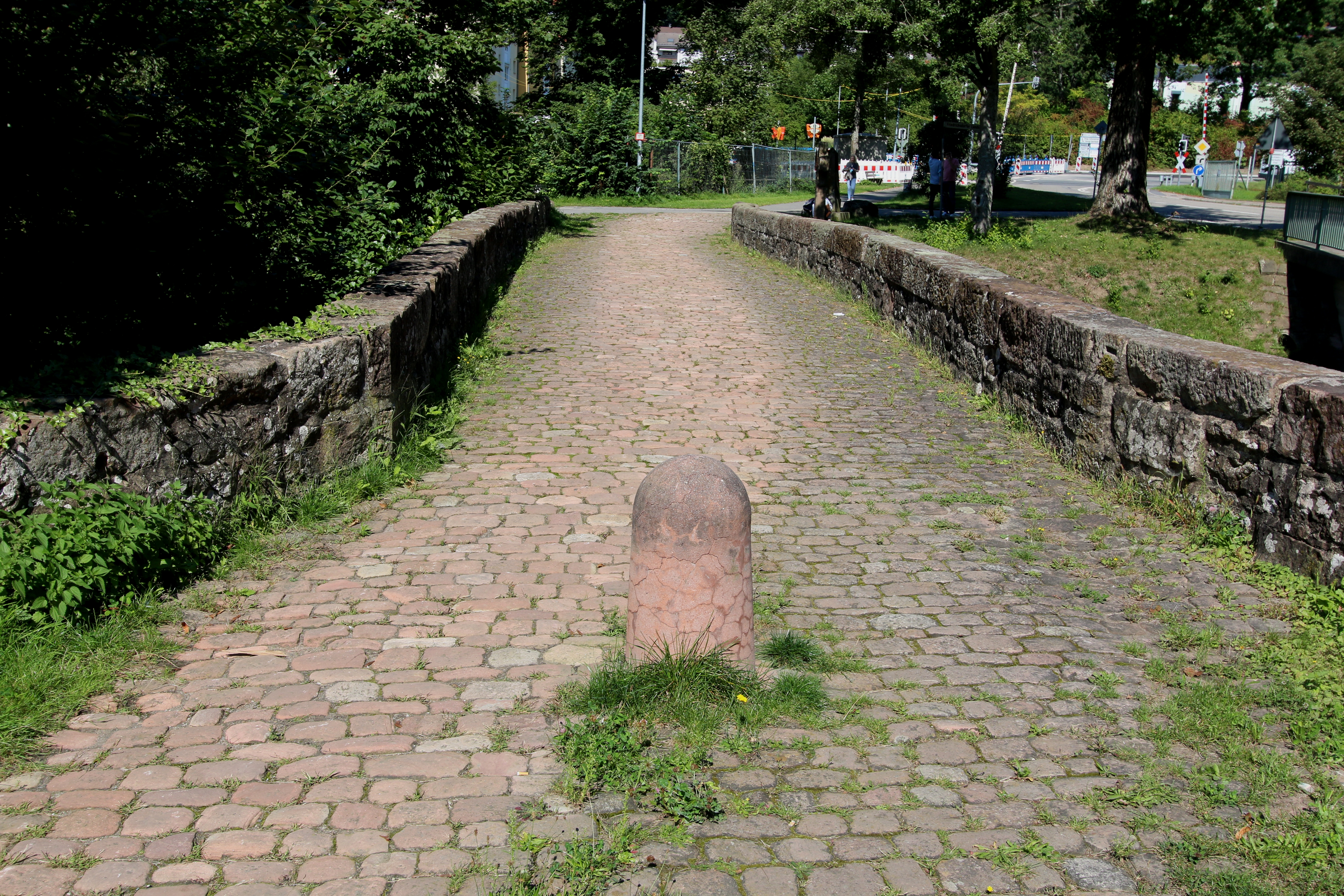
Steinerne Brücke über die Itter, erb. 1491

### Der Wappenbrunnen
Der Wappenbrunnen vor dem Rathaus Eberbach wurde durch den Dallauer Brunnenbauer Rainer Scheithauer gestaltet und am 22. Mai 1982 durch den damaligen Bürgermeister Horst Schlesinger, im Rahmen des „Eberbacher Frühlings“, eingeweiht. Die Einweihung war mit der offiziellen Übergabe des neugestalteten Leopoldsplatzes an die Eberbacher Bevölkerung und der Eröffnung der Tiefgarage verbunden. An der Veranstaltung, die der Fanfarenzug musikalisch umrahmte, nahmen die Eberbacher Stadträte, die Ortsvorsteher, die Bürgermeister der Nachbargemeinden und zahlreiche Ehrengäste teil.
Bürgermeister Schlesinger sagte in seiner Ansprache: „Ohne diesen Brunnen würde dem Platz das Entscheidende fehlen“. Der Brunnen wurde mit Spendengeldern von Firmen, Banken, Vereinen und Privatpersonen in Höhe von insgesamt 130.000 DM finanziert. Die Namen der Spender stehen auf zwei Platten in nächster Nähe des Wappenbrunnens.
Der Brunnen zeigt acht in Bronze gegossene Wappen der Eberbacher Stadtteile. Unterdielbach war bereits seit seiner Ersterwähnung 1474 ein Teil der Eberbacher Gemarkung und führt kein eigenes Wappen. Nach dem Bau der Neckarbrücke wurde Neckarwimmersbach 1899 als erster Stadtteil eingemeindet. Danach folgten Gaimühle im Jahre 1900 und Badisch-Igelsbach 1925. Gaimühle hat ebenfalls kein Wappen. Im Zuge der in den 1960er-Jahren angestoßenen Landkreis- und Gemeindereformen wurden 1973 Friedrichsdorf mit Badisch-Schöllenbach und Lindach, 1974 Pleutersbach sowie 1975 Brombach und Rockenau nach Eberbach eingemeindet. Der Wappenbrunnen stellt deshalb eine Verbindung zwischen Eberbach und den Stadtteilen dar.

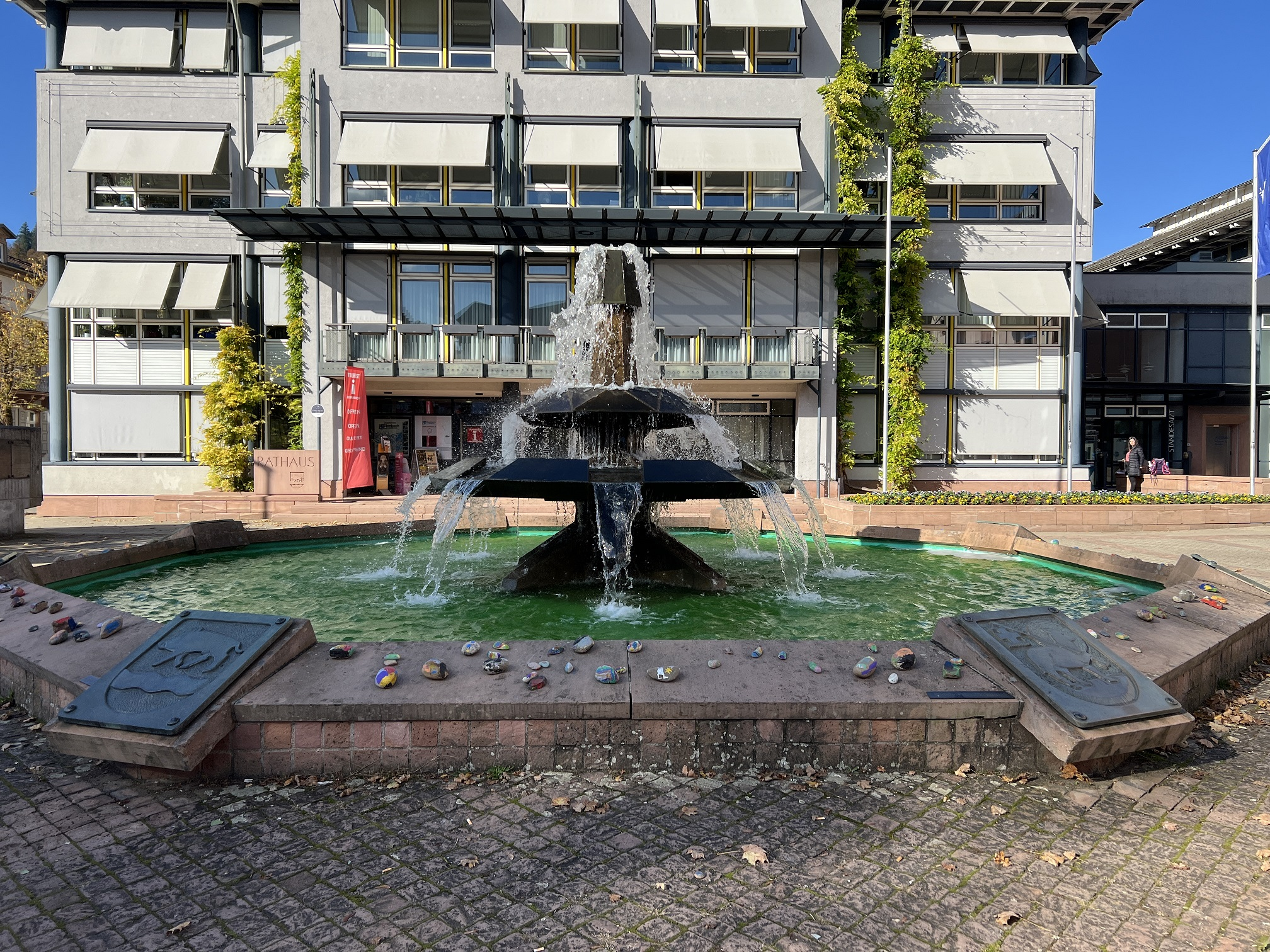
Wappenbrunnen vor dem Eberbacher Rathaus
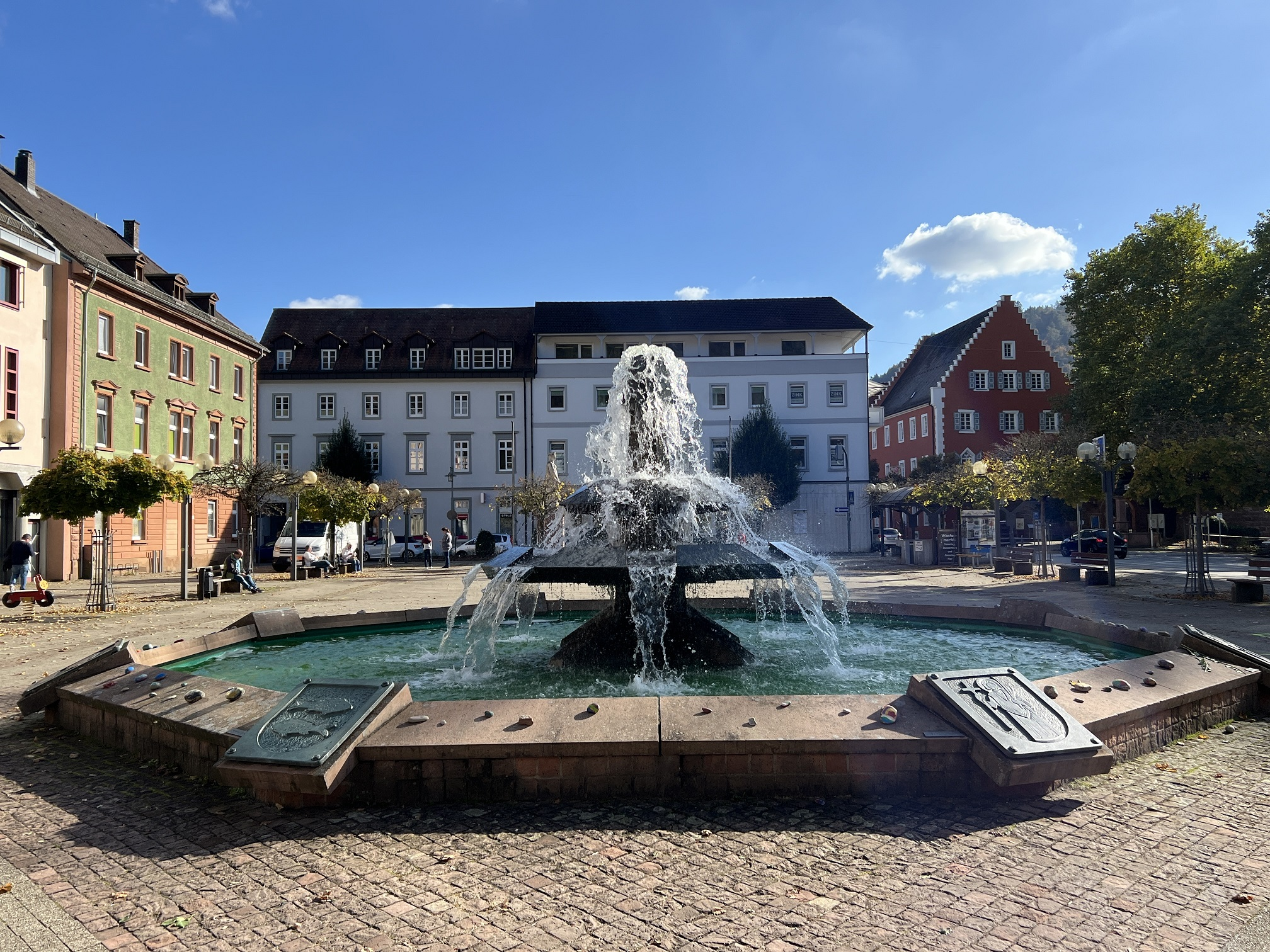
Wappenbrunnen in Eberbach
Wappen Friedrichsdorf
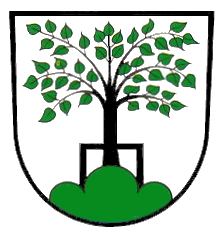
Wappen Lindach
Wappen Neckarwimmersbach
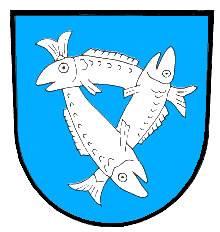
Wappen Rockenau

In den Ortsteilen zeugen jeweils eigene historische Bauwerke und Denkmäler von der Geschichte der Orte. In Neckarwimmersbach markiert der Kuckucksbrunnen die historische Ortsmitte. In Rockenau befinden sich die Ruine der Burg Stolzeneck sowie ein altes Rat- und Schulhaus von 1894 mit Kriegerdenkmal. Die evangelische Kirche zur Zuflucht wurde 1959 erbaut. Hier liegt auch die Staustufe Rockenau im Neckar. In Lindach befindet sich ebenfalls ein historisches Rathaus. Das inzwischen als Wohnhaus genutzte alte Rathaus von Pleutersbach ist noch aufgrund seines Glockenturms und der Sirene zu erkennen. Die Pleutersbacher Kirche ist ebenfalls jüngeren Datums. Sandsteintröge sowie historische Wirtschaftsgebäude belegen die landwirtschaftliche Tradition der Stadtteile.
Über der Ruine Stolzeneck liegt mitten im Wald auf dem südlichen Hebert die kleine Heilig-Kreuz-Kapelle, eine ehemalige Wallfahrtskapelle, die 1516 erbaut wurde und als „Kirchel“ bekannt ist.

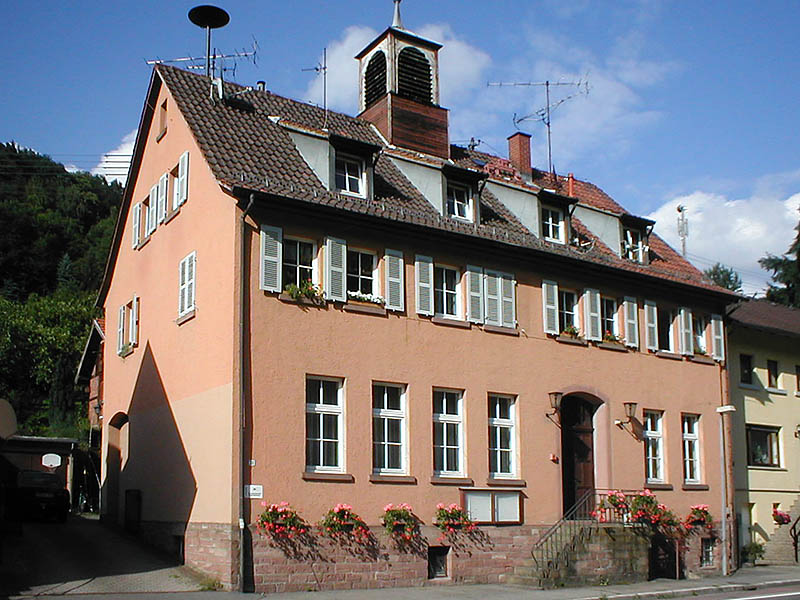
Rathaus in Lindach
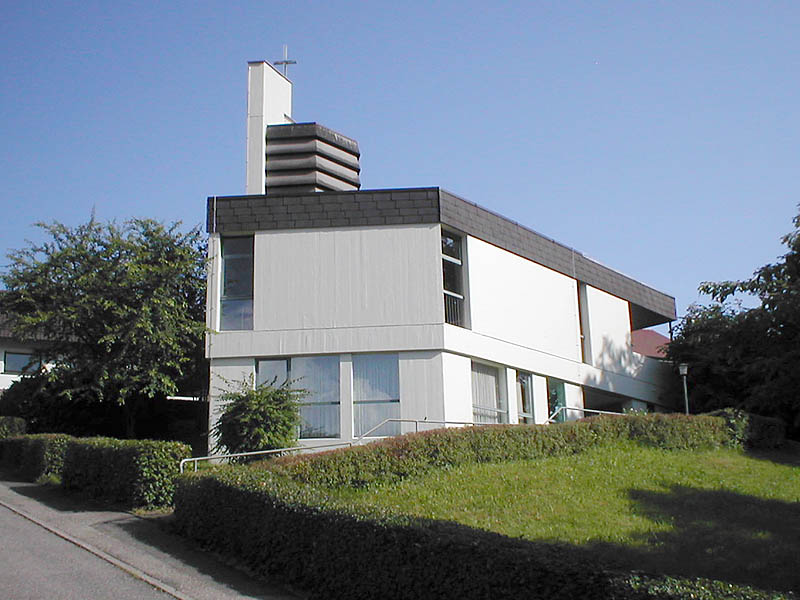
Kirche in Pleutersbach
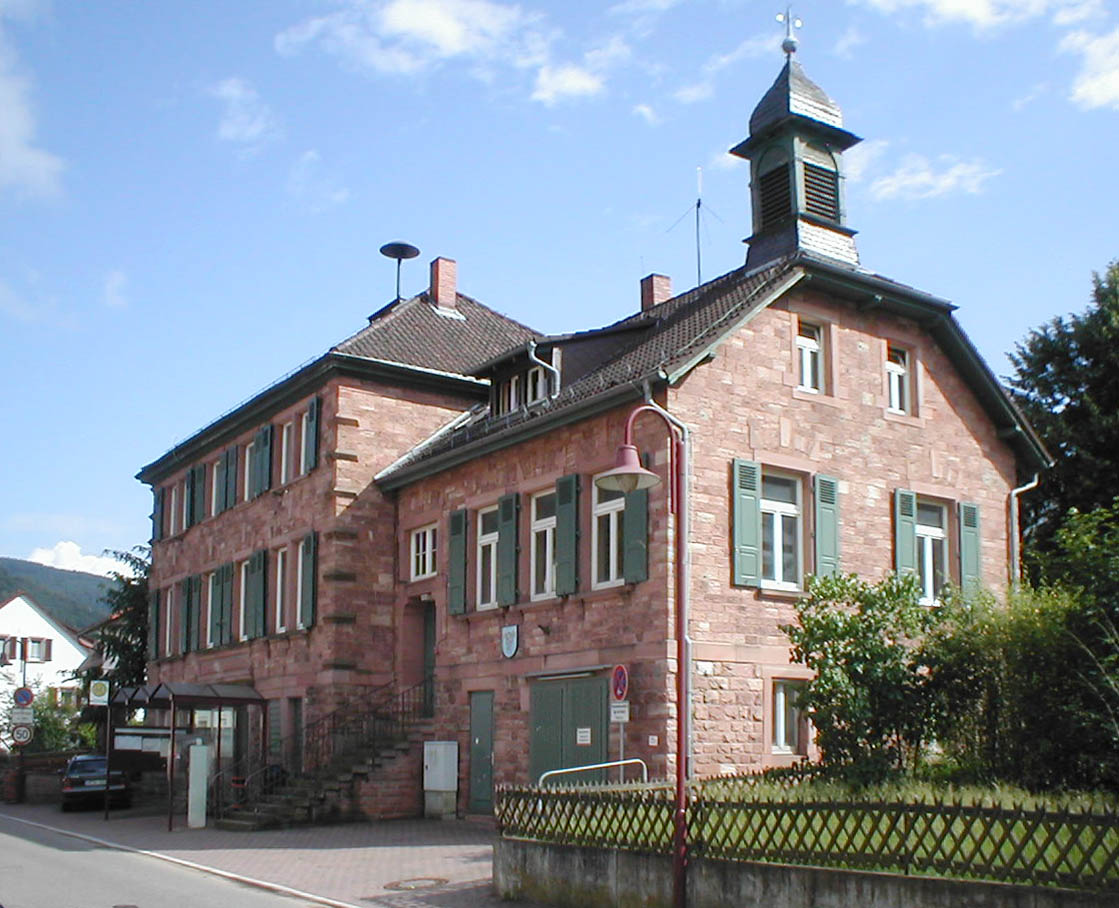
Rathaus in Rockenau
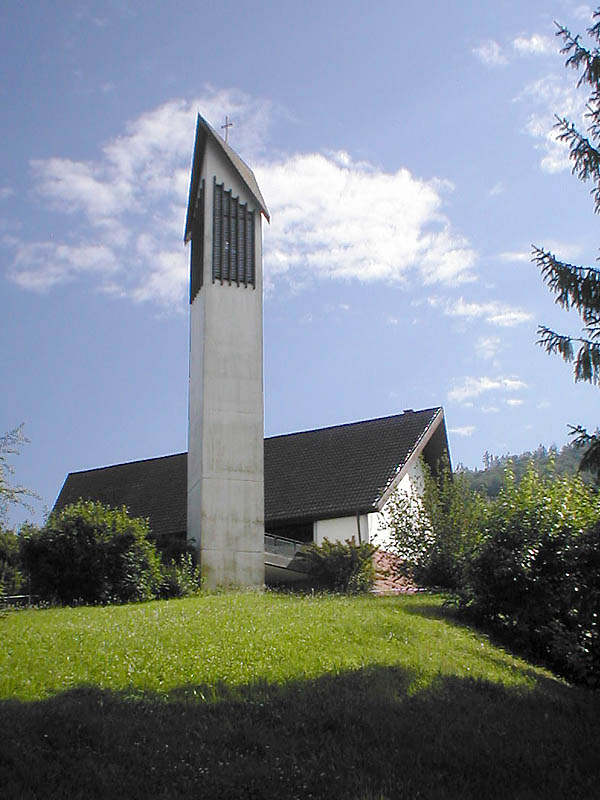
Kirche zur Zuflucht in Rockenau

### Naturdenkmäler
Im Stadtwald von Eberbach, 200 m oberhalb der Siedlung Steige, steht einer der höchsten Bäume Deutschlands, eine Douglasie⊙ mit 61,60 Metern Höhe (Stand: März 2008 – gemessen durch Universität Karlsruhe, Geodätisches Institut). Der Baum ist seitdem weiter gewachsen und hatte laut Baumregister 2016 schon eine Höhe von 63,50 m erreicht.
In Eberbach befinden sich verschiedene geologische Naturdenkmale. Es sind dies natürliche Felsbildungen, Blockfelder und ehemalige Steinbruchwände, alle im Unteren und Mittleren Buntsandstein.

### Museen
Mehrere Museen sind in Eberbach zu finden:
- Heimatmuseum der Stadt Eberbach
- Küfereimuseum mit der im Original erhaltenen Küferei von Friedrich Helm (1908–1987), dem letzten Eberbacher Küfermeister

### Regelmäßige Veranstaltungen
Folgende regelmäßige Veranstaltungen können in Eberbach besucht werden:
- Apfeltag: 3. Sonntag im Oktober, in der Eberbacher Innenstadt (verkaufsoffen)
- Bärlauchtage: Mitte März bis Mitte April (Eberbach hat sich den Namen Bärlauch-Hauptstadt offiziell schützen lassen)
- Frühlingsfest (Eberbacher Frühling): Mitte Mai (jeweils Freitag nach Christi Himmelfahrt bis einschließlich des folgenden Sonntags)
- Kuckucksmarkt: Der Eberbacher Kuckucksmarkt ist ein Volksfest jeweils am letzten Augustwochenende (freitags bis dienstags). Die Bezeichnung geht auf ein in Gerichtsakten belegtes Ereignis zurück: Einem Eberbacher wurde in einem Wirtshaus im damals noch selbstständigen Neckarwimmersbach statt der bestellten Taube ein Kuckuck vorgesetzt, den er auch verzehrte und dann doch den Wirt verklagte. Dieser Kuckucksprozess wurde am Eberbacher Zentgericht ausgefochten, das der kurpfälzischen Aufsicht unterlag. Der Urteilstext vom 8. Januar 1605 ist inzwischen in Beständen des Generallandesarchivs in Karlsruhe entdeckt worden. Der Kuckucksmarkt findet heute in Neckarwimmersbach selbst statt, im Sportgelände „In der Au“ und weiter Richtung Neckarbrücke. Zuvor wurde er am rechten Neckarufer in der Altstadt zwischen Pulverturm und dem Gasthaus „Grüner Baum“ gefeiert, davor am zwischenzeitlich mit einer Umgehungsstraße überbauten Neckarufer („Neckarlauer“). In der Altstadt und im unmittelbar angrenzenden Stadtgebiet findet heute das alljährliche Eberbacher Frühlingsfest (Eberbacher Frühling) statt.

## Wirtschaft und Infrastruktur

### Verkehr

#### Bahnverkehr

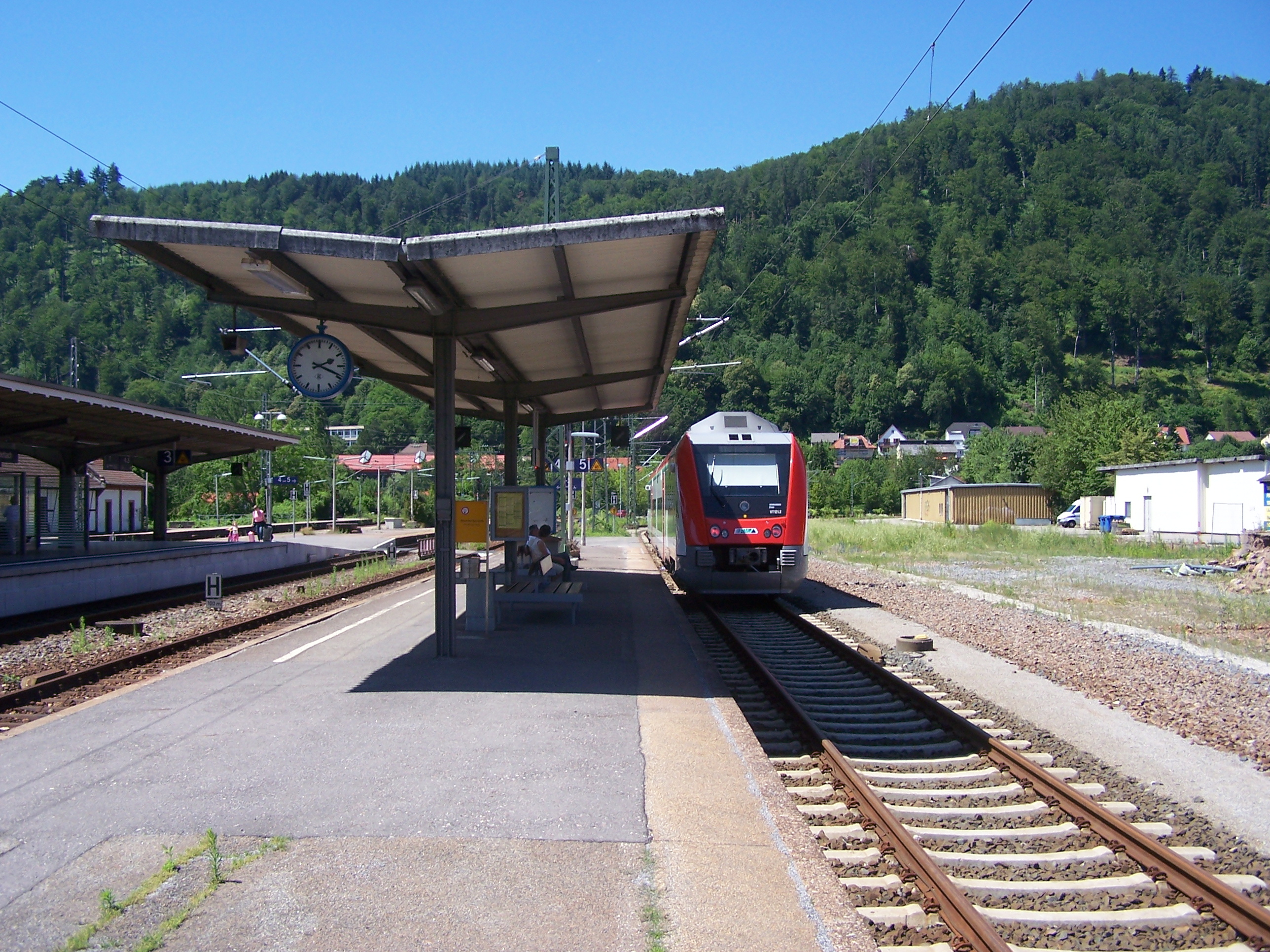
Endstation der Odenwaldbahn

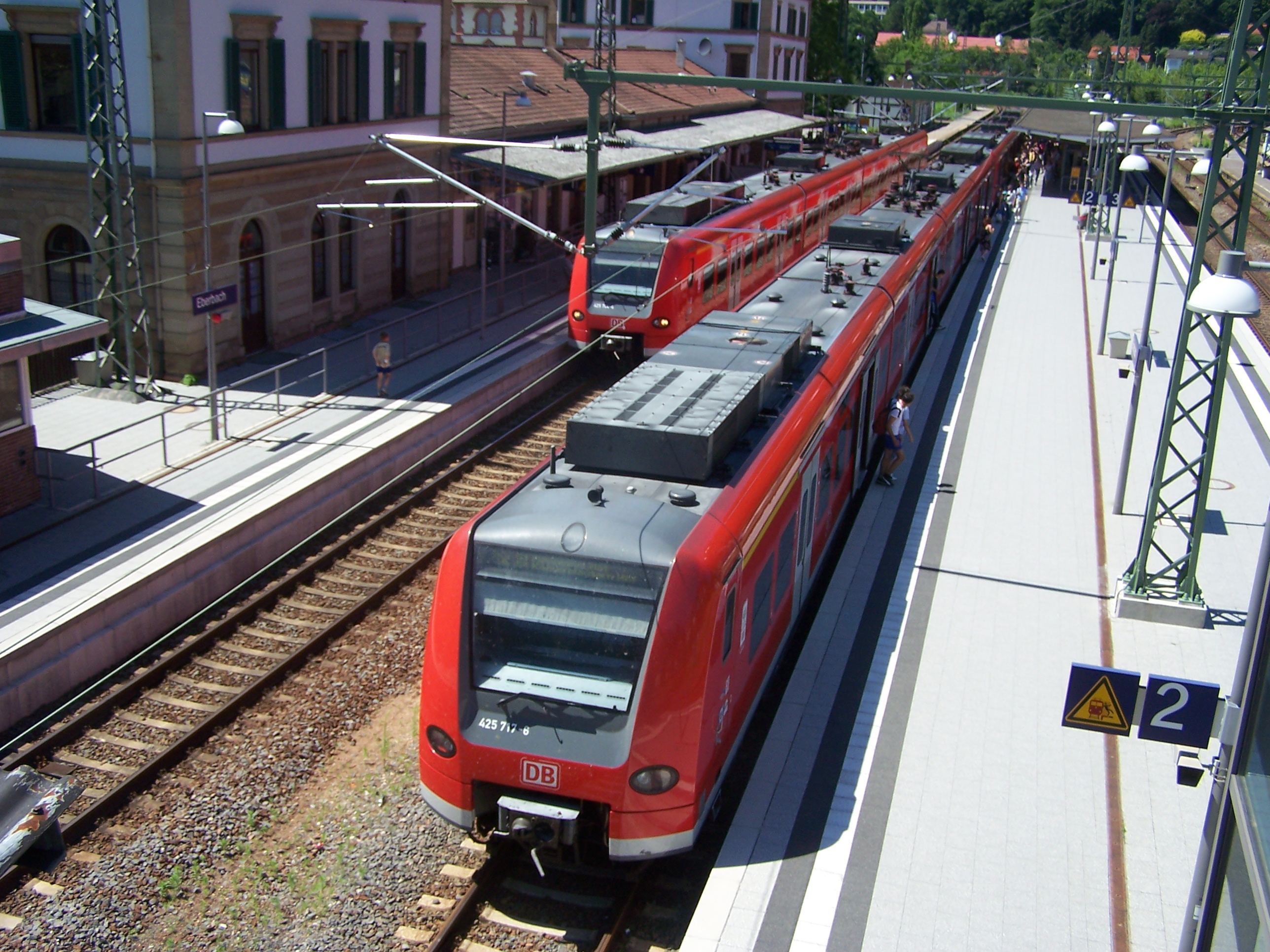
S-Bahnen der Linie S 1 im Bahnhof

Seit Einführung der S-Bahn RheinNeckar im Dezember 2003 fahren die S-Bahn-Linien S 1 (Homburg–Osterburken) und S 2 (Kaiserslautern–Mosbach) über die Neckartalbahn und halten dabei im Bahnhof Eberbach. Die beiden Linien verkehren zeitlich versetzt im Stundentakt, so dass unter der Woche und zeitweise samstags ab Eberbach ein 30-Minuten-Takt in Richtung Kaiserslautern entsteht. Dabei bedienen die S-Bahnen neben dem Bahnhof Eberbach auch den Ortsteil Lindach. Außerdem halten in Eberbach die Regional-Express-Züge der Linie RE 10a von Mannheim nach Heilbronn, die im Zweistundentakt verkehren. Nach Darmstadt und Frankfurt am Main fahren Triebwagen der VIAS alle zwei Stunden als Regionalbahn-Züge über die Odenwaldbahn. Deren Fahrplan ist so auf die S-Bahn-Linie S 1 abgestimmt, dass sich aus und in Richtung der Odenwaldgemeinden Verbindungen mit kurzen Umstiegszeiten ergeben.

#### Busverkehr
Eberbach unterhält im Gegensatz zu anderen Städten vergleichbarer Größe einen eigenen Verkehrsbetrieb. Der Fuhrpark umfasst sechs Busse, die werktags tagsüber die Hauptlinien (Ledigsberg und Eberbach/Nord) im 30-Minuten-Takt und die Nebenlinien unregelmäßig bedienen. Während des Eberbacher Kuckucksmarktes werden Sonderfahrten angeboten, welche bis weit in die Nacht stattfinden.
Die Buslinien der Stadtwerke führen vom Bahnhof aus nach Ledigsberg, Eberbach Nord, Rockenau, Igelsbach, Holdergrund und Brombach.
Außerdem werden im Auftrag des Verkehrsverbunds Rhein-Neckar und des Rhein-Main-Verkehrsverbunds diverse Regionalbuslinien bedient. Hierzu zählen die Buslinie 821 (Eberbach über Waldbrunn, Mudau nach Buchen), die Buslinie 822 (Eberbach über Schönbrunn nach Neunkirchen) sowie die Linien 50 nach Michelstadt und 56 nach Schöllenbach.
Am Eberbacher Bahnhof startet auch der NaTourBus, der auf die Bedürfnisse von Wanderern und Radtouristen zugeschnitten ist. Er verkehrt in den Frühlings- und Sommermonaten von Eberbach in Richtung Miltenberg und transportiert auf einem Anhänger kostenlos Fahrräder. Gleiches gilt für den NeO-Bus, der Richtung Amorbach verkehrt.

#### Fernstraßen
Eberbach liegt direkt an der vielbefahrenen B 37 und der B 45.

#### Radverkehr
Durch Alltagsrouten aus dem Radnetz Baden-Württemberg ist Eberbach über den Stadtteil Pleutersbach und über die hessischen Städtchen Hirschhorn und Neckarsteinach mit Neckargemünd verbunden und in der anderen Richtung über den Stadtteil Rockenau und über Zwingenberg und Neckargerach mit Mosbach.
Durch Eberbach verläuft als Landes-Radfernweg der Neckartal-Radweg. Er führt von Villingen-Schwenningen nach Mannheim bis zu dessen Mündung in den Rhein. Er verläuft dabei ab Zwingenberg am linken Neckarufer nach Eberbach und weiter nach Neckargemünd und Heidelberg. Auf derselben Trasse verläuft der Odenwald-Madonnen-Radweg durch die Stadt. Er führt ab Tauberbischofsheim durch den Odenwald bei Hardheim, Walldürn und Buchen, das Neckartal bei Mosbach, Eberbach und Heidelberg bis in die Rheinebene über Walldorf nach Speyer.
Entlang des Neckars führen überdies folgende Radwanderwege:
- Der 225 km lange 3-Länder-Radweg führt als Rundweg durch das Dreiländereck von Hessen, Baden-Württemberg und Bayern. Entlang von Mümling, Neckar und Main erkundet die Route den Odenwald.
- Der Radweg Burgenstraße verläuft über ca. 1.200 km parallel zur Burgenstraße zwischen Mannheim und Prag.[24]

### Ansässige Unternehmen
Etwas außerhalb hat Gelita, der größte Gelatine-Hersteller der Welt mit weltweit rund 2700 Mitarbeitern, seinen Hauptsitz. Außerdem in Eberbach ansässig sind die Ruderbootswerft Empacher, der Hersteller von Weichkapseln für die Medizinische Industrie R. P. Scherer, die Cooper Crouse Hinds GmbH, die explosionsgeschützte Betriebsmittel herstellt, den Apparatehersteller Krauth, und die Neckardraht-Gruppe, zu der auch die Neckar-Drahtwerke gehören. Die Siebeck GmbH stellt Verschnürungsmaschinen für Food und Nonfood her und ist in dieser Sparte Weltmarktführer. Die Neckar AG betreibt im Kraftwerk Rockenau eine Fernsteuerwarte für die Laufwasserkraftwerke aller 27 Neckarstaustufen und die Oskar Dilo Maschinenfabrik KG, Weltmarktführer bei der Herstellung von Vliesstoffmaschinen und -anlagen, hat ihren Hauptproduktionsstandort in Eberbach.
Von 1823 bis 1981 bestand das Brauhaus Eberbacher Rosenbräu.

### Medien
Die Rhein-Neckar-Zeitung unterhält eine eigene Lokalredaktion in Eberbach und gibt eine Ausgabe für Eberbach und Umgebung heraus (Eberbacher Nachrichten). 2009 hat sie die zuvor unabhängige Eberbacher Zeitung (Stadt- und Landbote) gekauft, die weiterhin mit dem Mantel der Südwest Presse Ulm von der zur Rhein-Neckar-Zeitung gehörenden Neckartal-Printmedien GmbH herausgegeben wird. Die beiden Lokalausgaben werden seit November 2014 von einer einzigen Lokalredaktion gestaltet; beide Zeitungen haben seither einen nahezu identischen Lokalteil. In Eberbach werden mehrere kostenlos erhältliche regionale Wochenzeitungen verteilt, die durch Werbung finanziert werden. Der Eberbach-Channel ist ein Online-Magazin für Eberbach und Umgebung.
Der Sender Eberbach ist ein UKW-Rundfunksender des Südwestrundfunks auf einem Hügel beim Eberbacher Stadtteil Neckarwimmersbach.

### Bildung

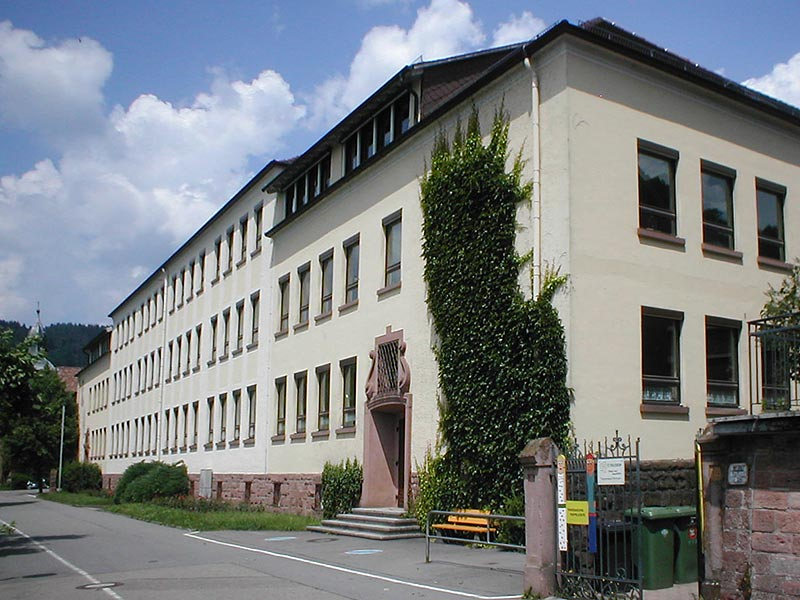
Dr.-Weiß-Schule

Folgende Schulen sind in Eberbach vorhanden:
- Dr.-Weiß-Grund- und Förderschule
- Steigegrundschule
- Werkrealschule Eberbach
- Realschule Eberbach
- Hohenstaufen-Gymnasium
- Theodor-Frey-Schule Eberbach

### Gesundheitswesen
- Krankenhaus der GRN (Gesundheitszentren Rhein-Neckar gGmbH)
  - Abteilungen: Innere Medizin, Chirurgie, Urologie und Anästhesie.
  - Belegabteilungen: HNO, Gynäkologie und Proktologie.
  - Möglichkeit der Kurzzeitpflege, Physiotherapie sowie Pflegeausbildung.
- Rettungswache 1 im Rhein-Neckar-Kreis mit Notarztstandort am Kreiskrankenhaus

## Persönlichkeiten

### Söhne und Töchter der Stadt
- Johann Conrad Beissel (1691–1768), Auswanderer, der in Ephrata, Pennsylvania (USA), das dortige Kloster gründete und sich dort auch als Komponist einen Namen machen konnte
- Friedrich Leutz (1827–1880), badischer Oberamtmann
- Rudolf Epp (1834–1910), Maler der Münchner Schule
- Theodor Krauth (1850–1900), Architekt, Hochschullehrer und Fachbuchautor.
- Hans von Krafft-Ebing (1854–1930), badischer Oberamtmann
- Friedrich Oeß (1859–1941), Binnenschiffer, Landwirt und Hobbyarchäologe
- Konrad Bussemer (1874–1944), Pastor im Bund Freier evangelischer Gemeinden in Deutschland, theologischer Lehrer und Autor
- Lazarus Mannheimer (1886–1942), Lehrer und Kantor
- Georg Menges (1888–1973), Bürgermeister von Gernsbach, Abgeordneter im Landtag von Baden und von Baden-Württemberg
- Ludwig Neuer (1891–1953), Architekt, Fabrikant und Kommunalpolitiker (DNVP)
- Robert Wagner (1895–1946), geboren in Lindach, NS-Funktionär, Gauleiter von Baden und „Chef der Zivilverwaltung“ im besetzten Elsass
- Luise Vogel (1897–1993), Germanistin, Lehrerin, Dichterin und Essayistin
- Max Bansbach (1898–1997), Vorsitzender des Instituts der Wirtschaftsprüfer
- Karl Weinmann (1901–1993), Apostel der Neuapostolischen Kirche in Hamburg und Skandinavien (1946–1977)
- Karl Emig (1902–1989), Abgeordneter im Landtag von Baden-Württemberg (CDU)
- Heiner Knaub (1904–1975), am Bauhaus in Dessau ausgebildeter Maler
- Sante David (1908–2007), Literaturwissenschaftler, Träger des großen Bundesverdienstkreuzes, Träger des Ehrenrings der Stadt Eberbach in Gold
- Alfred Wolf (1915–2004), Rabbiner in Los Angeles
- Hermann Gross (1919–2005), Abgeordneter im Landtag von Baden-Württemberg (SPD)
- Hanna Breidinger-Spohr (1922–2000), Malerin und Holzschnitt-Künstlerin
- Herman Freudenberger (1922–2017), US-amerikanischer Wirtschaftshistoriker
- Richard Dilo (1923–1988), Unternehmer und Pionier der Nadelvliestechnik
- Egon Stahl (1924–1986), Pharmazeut (Universitätsprofessor), Entwickler der Dünnschichtchromatographie
- Reinhard Stumpf (* 1942), Militärhistoriker und Ministerialbeamter
- Hans-Ulrich Weigel (* 1944), Schlagertexter und Musikproduzent
- Uwe Scharen (* 1945), geboren in Rockenau, Vorsitzender Richter am Bundesgerichtshof
- Wolfgang Staudenmaier (* 1948), Koch, war mit zwei Sternen im Guide Michelin ausgezeichnet
- Thomas Bruns (1948–2023), Diplomat
- Ulrich Platt (* 1949), Physiker
- Hans-Dieter Stürmer (1950–2013), Politiker (Bündnis 90/Die Grünen), Abgeordneter im Landtag von Baden-Württemberg
- Wolfgang Tolk (* 1951), Maler, Designer und Autor
- Thomas Platt (* 1952), Buch- und Filmautor, Kolumnist
- Thomas Krauth (* 1953), Kunsthändler und Musical-Veranstalter
- Ilona Christina Schulz (* 1961), Sängerin und Schauspielerin
- Stefan Dürr (* 1964), deutsch-russischer Landwirt und Landmaschinenhändler
- Simone Sommer (* 1967), Biologin
- Steffen Irlinger (* 1967), DJ, Musiker, Hörspielautor und Musikberater
- Rüdiger Holschuh (* 1967), Politiker (SPD), Abgeordneter im Landtag von Hessen
- Suheila Dikmen (* 1968), Fußballspielerin
- Rüdiger Haas (* 1969), Tennisspieler
- Volker Wiedemer (* 1970), Professor für Volkswirtschaftslehre
- Thomas Knoll (* 1971), Urologe
- Thomas Hikel (* 1973), Hallen- und Beachvolleyballspieler
- Kai Bracht (* 1978), Skispringer
- Judith Hess (* 1978), Freestyle-Frisbee-Spielerin
- Florian Hess (* 1978), Freestyle-Frisbee-Spieler und -funktionär
- Marcel Throm (* 1979), Fußballspieler
- Silke Gäng (* 1983), Mezzosopranistin
- Eva Rösken (* 1984), Sportschützin
- Sven Daigger (* 1984), Komponist und Musiktheoretiker
- Jan-Peter Röderer (* 1986), Politiker (SPD), Abgeordneter im Landtag von Baden-Württemberg
- Denis Baum (* 1987), Fußballspieler
- Lukas Tulovic (* 2000), Motorradrennfahrer
- Enes Tubluk (* 2000), Fußballspieler
- Umut Ünlü (* 2002), Fußballspieler

### Personen, die mit Eberbach in Verbindung stehen
- Timo Bracht (* 1975), Profitriathlet, Ironman Germany Sieger (Europameister) 2007 und 2009
- Michael Csaszkóczy (* 1970), Lehrer an der Realschule Eberbach seit 2007
- Otto Dann (* 1914), Chemiker und Hochschullehrer in Erlangen, lebte in Eberbach
- Jürgen Herzog (1941–2024), Mathematiker, wuchs in Eberbach auf
- Alfred Krauth (1878–1956), Fotograf, Künstler und Erfinder
- Harald B. Schäfer (1938–2013), Lehrer und Politiker (SPD), ab 1972 Mitglied des Deutschen Bundestages, besuchte das Gymnasium in Eberbach, wo er 1958 sein Abitur ablegte.
- Charlotte Schneidewind-Hartnagel (* 1953), Landtagsabgeordnete, wohnt seit 1997 in Eberbach
- Andreas Schmelz (* 1960), Ruderer, Vizeweltmeister und Deutscher Meister im Doppelzweier 1987
- Katja Seizinger (* 1972), Skirennläuferin, erfolgreichste Sportlerin der Stadt Eberbach und mehrfache Olympiasiegerin, Weltmeisterin und Weltcupgewinnerin
- Joachim Viebig (1921–2018), ehemaliger Forstdirektor und Träger des Bundesverdienstkreuzes

### Ehrenbürger
- Friedrich Theodor Schaaf (1792–1876), Kammerabgeordneter und Stadtdirektor, erwirkte 1833 das Wildschadensgesetz gegen die Leiningenschen Standes- und Grundherren
- Theodor Frey (1814–1897), nationalliberaler Politiker, Vertreter in der verfassunggebenden Versammlung für Baden 1849
- Emil Freiherr von Stetten-Buchenbach (* 1846; † nach 1902), Großherzoglich Badischer Kammerherr und Forstmeister[26]
- Otto Straub (1843–1903), Baurat und Ingenieur
- Daniel Heinrich Knecht (1828–1913), Bürgermeister von Eberbach 1874–1892
- John Gustav Weiss (1857–1943) war 34 Jahre Bürgermeister der Stadt, hat die Eberbacher Stadtgeschichte verfasst und um 1910 die Freilegung und Sicherung der Burgruine betrieben. Eine Gedenktafel an der nach ihm benannten Schule erinnert an ihn, auch eine Straße in Eberbach trägt seinen Namen.
- Hermann Schmeisser, Bürgermeister von Eberbach 1935–1940 und 1954–1972
- Karl Emig sen. (1902–1989), Landtagsabgeordneter und Konditor in Eberbach
- Horst Schlesinger, Bürgermeister von Eberbach 1972–1996